# فهرست میراث جهانی در ایتالیا
فهرست میراث جهانی در ایتالیا شامل ۶۰ اثر فرهنگی و طبیعی در ایتالیا می‌باشد. ایتالیا ۲۳ ژوئن ۱۹۷۸ به این کنوانسیون پیوست و تا سال ۲۰۲۱ افزون بر ۶۰ مکان ثبت شده ۳۲ سایت نیز از این کشور در فهرست آزمایشی قرار گرفته است. ایتالیا دارای بیشترین تعداد سایت‌های میراث جهانی ثبت شده در بین تمام کشورهاست.
سایت‌های میراث جهانی سازمان آموزشی، علمی و فرهنگی ملل متحد (یونسکو) مکان‌هایی هستند که دارای اهمیت فرهنگی یا طبیعی هستند، همان‌طور که در پیمان‌نامه میراث جهانی یونسکو، که در سال ۱۹۷۲ تأسیس شده، شرح داده شده است. طبق کنوانسیون یونسکو هر اثری پس از ثبت توسط این کمیته باید از سوی کشور نگهدارنده اثر مورد توجه ویژه قرار گیرد و انجام هرگونه دخل و تصرف یا اقدامی که باعث به خطر افتادن آن شود، ممنوع است.
مکان‌های ایتالیا برای اولین بار در سومین اجلاس کمیته میراث جهانی، که در قاهره و اقصر، مصر در سال ۱۹۷۹ برگزار شد، در فهرست میراث جهانی ثبت شدند. در مجموع ۲۵ سایت از ایتالیا در طول دهه ۱۹۹۰ در این فهرست قرار گرفتند.
از ۵۸ میراث ایتالیا، هفت مکان مرکز تاریخی رم با واتیکان، مونته سن جورجو و راه‌آهن رت با سوئیس؛ بناهای دفاعی ونیز میان سده‌های ۱۶ و ۱۷ میلادی با کرواسی و مونته‌نگرو؛ آبسراهای پیش از تاریخ پیرامون آلپ با ۵ کشور دیگر؛ شهرهای آبگرم طبیعی مهم اروپا با ۶ کشور دیگر و جنگل‌های کهنسال راش کارپات و مناطق دیگر اروپا با ۱۷ کشور دیگر با کشورهای دیگر مشترک است. ایتالیا داری ۶ میراث طبیعی است و جزایر آیولین نخستین میراث طبیعی بود که در فهرست میراث جهانی ایتالیا ثبت شده است و رشته‌کوه دولومیتی به عنوان یکی از جذاب‌ترین مناظر کوهستانی در جهان شناخته می‌شوند.
بیشتر میراث جهانی ایتالیا پیش از سال ۲۰۰۰ به ثبت رسیده‌اند. در بیست و یکمین کنفرانس میراث جهانی که در سال ۱۹۹۷ در ناپل ایتالیا برگزار شد، ایتالیا با موفقیت ۱۰ سایت میراث جهانی را در یک نشست ثبت کرد. ایتالیا بارها از سال ۱۹۷۸ تا ۱۹۸۵، از ۱۹۸۷ تا ۱۹۹۳، از ۱۹۹۳ تا ۱۹۹۹ و از ۱۹۹۹ تا ۲۰۰۱ به عنوان عضو اجرایی کمیته میراث جهانی بوده و دو بار نیز میزبان کنوانسیون میراث جهانی (نشست فلورانس در سال ۱۹۸۳ و نشست ناپل در سال ۱۹۹۷) بوده است.

## میراث جهانی
یونسکو سایت‌ها را با ده معیار فهرست می‌کند. هر ورودی باید حداقل یکی از معیارها را داشته باشد.
| #  | نگاره | نام                                                                                           | موقعیت                                       | سال  | ش ثبت معیارها             | شرح | م             |
| ۱  |       | سنگ‌نگاره‌های وال کامونیکا                                                                      | استان برشا                                   | ۱۹۷۹ | ۹۴ iii, vi                | والکامونیکا، واقع در دشت لمباردی، دارای یکی از بزرگ‌ترین مجموعه‌های سنگ نگاره‌های ماقبل تاریخ در جهان است - بیش از ۱۴۰۰۰۰ نماد و شکل حکاکی شده در صخره در مدت ۸۰۰۰ سال و موضوعات مرتبط با کشاورزی، دریانوردی، جنگ و جادو را به تصویر می‌کشد. | [ ۷ ]         |
| ۲  |       | کلیسای سانتا ماریا دله گرتزیه و تابلوی شام آخر                                                | استان میلان                                  | ۱۹۸۰ | ۹۳ i, ii                  | سالن غذاخوری صومعهٔ سانتا ماریا دل گرتزیه مهم‌ترین بخش معماری این کلیساست که در سال ۱۴۶۳ ساخت آن آغاز شد و در پایان قرن پانزدهم توسط برامانته مرمت گردید. بر دیوار شمالی آن تابلوی معروف شام آخر اثر لئوناردو داوینچی بین سال‌های ۱۴۹۵ و ۱۴۹۷ کشیده شده است که اثری مهم در تاریخ هنر محسوب می‌شود و پس از ارائهٔ آن، نقاشی غربی متحول گردید. کلیسا در سال ۱۹۴۳، در اثر بمباران متفقین صدماتی دید ولی بازسازی شد و همچنان ساختار معماری نخستین خود را حفظ کرده است. | [ ۸ ]         |
| ۳  |       | ناحیه تاریخی رم و باسیلیکای سینت پل خارج از دیوارها                                           | استان رم                                     | ۱۹۸۰ | ۹۱ i, ii, iii, iv, vi     | رُم از بدو تأسیس، پیوسته با تاریخ بشریت پیوند خورده است. طبق افسانه‌های باستانی، رومولوس و رموس در ۷۵۳ پیش از میلاد، شهر رم را بنا نهادند. این شهر ابتدا مرکز جمهوری روم، سپس امپراتوری روم و در قرن چهارم پایتخت جهان مسیحیت شد و هنوز هم شهر واتیکان درون رم، مرکز آیین کاتولیک است. شهر مسیحی رم بر روی شهر باستانی ساخته شد و از فضاها، ساختمان‌ها و مصالح باستانی مجدداً استفاده گردید. از قرن پانزدهم به بعد، پاپ‌ها به بازسازی عمیق شهر پرداختند و تصویری مقدس از آن را ترویج کردند که منعکس کنندهٔ روح کلاسیک رنسانس و بعداً باروک بود. بخشی از شهر که یونسکو در فهرست خود طبقه‌بندی نموده، شامل قسمت درون دیوارهای قرن هفدهمی شهر و همچنین کلیسای سینت پل در قسمت بیرون از دیوارهاست. این اثر شامل مناطق باستان‌شناسی برجسته‌ای است که در بافت شهری ادغام شده‌اند، که منجر به مجموعه‌ای بسیار متمایز می‌شود. شامل برخی از بناهای تاریخی مهم دوران باستان مانند فروم، مقبره آگوستوس، مقبره هادریان، پانتئون، ستون تراژان و ستون مارکوس آئورلیوس، و همچنین ساختمان‌های مذهبی و عمومی روم پاپی. | [ ۹ ]         |
| ۴  |       | مرکز تاریخی فلورانس                                                                           | استان فلورانس                                | ۱۹۸۲ | ۱۷۴ i, ii, iii, iv, vi    | شهر فلورانس نماد دوره رنسانس است. این شهر ابتدا در محل یک سکونتگاه اتروسکی ساخته شد و در قرن ۱۵ و ۱۶ میلادی، تحت سلطهٔ دودمان مدیچی به برتری اقتصادی و فرهنگی ویژه‌ای دست پیدا کرد. ۶۰۰ سال فعالیت هنری خارق العادهٔ فلورانس را می‌توان بیش از همه در کلیسای جامع سانتا ماریا دل فیوره، کلیسای سانتا کروچه، اوفیتزی و کاخ پیتی و میراث استادان بزرگی همچون جوتو، برونلسکی، بوتیچلی و میکل آنژ مشاهده کرد. مرکز تاریخی شهر فلورانس بافت قدیمی خود را حفظ کرده و سنت قرون وسطایی و رنسانسی را می‌توان در آن دید. این مرکز تاریخی اکنون ۵۰۵ هکتار وسعت دارد و با بقایای دیوارهای قرن چهاردهمی محصور شده است. | [ ۱۰ ]        |
| ۵  |       | پیاتزا دی میریاکولی                                                                           | استان پیزا                                   | ۱۹۸۷ | ۳۹۵ i, ii, iv, vi         | این مجموعه، شامل بناهای تاریخی است که در سراسر جهان شناخته‌شده هستند. پیازا دل دومو یک فضای سبز بزرگ در شهر پیزا و محصور در دیوارهای این شهر است که یکی از مشهورترین مناظر ساخته‌شده در جهان را در بر می‌گیرد. در این مجموعه چهار شاهکار معماری قرون وسطایی - کلیسای جامع، تعمیدگاه، برج ناقوس (برج کج) و گورستان - بین قرن‌های ۱۱ تا ۱۴ میلادی، در مجاورت یکدیگر ساخته شده‌اند و مرکزی منحصر به فرد از بناهای تاریخی را تشکیل می‌دهند. | [ ۱۱ ]        |
| ۶  |       | ونیز و تالاب ونتزیا                                                                           | استان ونیز                                   | ۱۹۸۷ | ۳۹۴ i, ii, iii, iv, v, vi | ونیز شهری است که در قرن پنجم بنا نهاده شد و در ۱۱۸ جزیره کوچک توسعه یافت. در قرن دهم میلادی جمهوری ونیز به یک قدرت بزرگ دریایی تبدیل شد. سرتاسر شهر یک شاهکار معماری خارق‌العاده است که در آن حتی کوچک‌ترین ساختمان‌ها دارای آثار برخی از بزرگ‌ترین هنرمندان جهان مانند جورجیونه، تیتیان، تینتورتو، ورونز و دیگران است. در تالاب ونتزیا که ۷۰۱۷۶٫۴ هکتار وسعت دارد، طبیعت و تاریخ از قرن پنجم به بعد، به هم گره خورده‌اند؛ زیرا با رشد جمعیت شهر و در اثر فرار از حملات بربرها، مردم به جزایر شنی پیرامون پناه بردند. این اسکان موقت به تدریج دائمی شد و پناهگاه اولیه دهقانان و ماهیگیران جزیره‌نشین به مرور تبدیل به یک قدرت دریایی شد. در طول قرن‌ها، ونیز هرگز از تحکیم موقعیت خود در تالاب دست برنداشت. با به هم پیوستن جزیره‌هایی که گوشه و کنار این تالاب بودند، ادغام سامانه‌ها و سازمان‌های شهری آن‌ها و تبدیل تالاب میانشان به کانال‌ها و نهرهای آبی، شهر قرون وسطایی ونیز بر بستر تالاب تکمیل گردید. ونیز و چشم‌انداز تالاب آن نتیجهٔ یک فرایند پویاست که تعامل بین مردم و اکوسیستم محیط طبیعی آن‌ها را در طول قرن‌ها نشان می‌دهد. این مداخله انسانی، از مهارت فنی و خلاقانه در اجرای طرح‌های هیدرولیکی و معماری نشأت می‌گیرد. ونیز و تالاب آن مجموعه جدایی‌ناپذیری را تشکیل می‌دهند و شهر ونیز قلبی تاریخی و تپنده و یک دستاورد هنری منحصر به فرد درون آنست. تأثیر ونیز در توسعهٔ معماری و هنر تاریخی قابل توجه بوده است. | [ ۱۲ ]        |
| ۷  |       | سن جیمینیانو                                                                                  | استان سیه‌نا                                  | ۱۹۹۰ | ۵۵۰ i, iii, iv            | مرکز تاریخی سن جیمینیانو بر بالای ارتفاعی قرار دارد و بر مناظر اطراف تسلط دارد. در طول قرون وسطی، موقعیت آن در ۵۶ کیلومتری جنوب فلورانس، نقطه مهمی برای زائرانی بود که در مسیر سفر به رم بودند. این شهر در سال ۱۱۹۹ مستقل شد و بین قرن یازدهم تا سیزدهم، نجیب‌زادگان و بازرگانان طبقه متوسط بالا کنترل شهر آزاد را در دست داشتند و خانه‌های برجی مستحکم زیادی (احتمالاً ۷۲ تا) به عنوان نمادی از ثروت و قدرت خود ساختند. شهر حول دو میدان اصلی رشد کرد: میدان مثلثی شکل دلا سیسترنا، که با چاه مرکزی زیبایی تزئین شده بود، و میدان دومو، که قدمت آن به اواخر قرن سیزدهم می‌رسد و طرح‌بندی پیچیده‌تر آن اکثر بناهای تاریخی را در خود جای داده است. پس از سال ۱۳۵۳، به دلیل قحطی و طاعون جمعیت کاهش یافت و شهر وارد دوره انحطاط شد و به قلمرو فلورانس درآمد. در حالی که تنها ۱۴ خانه از برج‌خانه‌های اصلی شهر باقی مانده‌اند، سن جیمینیانو جو و ظاهر فئودالی خود را حفظ کرده. این شهر همچنین دارای چندین شاهکار از هنر ایتالیایی است که مربوط به قرن ۱۴ و ۱۵ هستند و در کلیسای جامع و سایر ساختمان‌های مذهبی و عمومی یافت می‌شوند. مرکز تاریخی سن جیمینیانو یک مکان فرهنگی با ارزش استثنایی است؛ زیرا همگنی معماری و چیدمان شهری اصلی خود را حفظ نموده. ساختمان‌های درون دیوار دولایه شهر نمونه‌ای درخشان از معماری قرون وسطایی با تأثیرات سبک‌های فلورانسی، سینی و پیسانی از قرن دوازدهم تا چهاردهم را ارائه می‌دهند.           | [ ۱۳ ]        |
| ۸  |       | ساسی دی ماترا و کلیساهای صخره‌ای ماترا                                                         | استان ماترا                                  | ۱۹۹۳ | ۶۷۰ iii, iv, v            | ساسی و پارک کلیساهای روپیستری ماترا در جنوب ایتالیا، مجموعه‌ای از خانه‌ها، کلیساها، صومعه‌ها و آرامگاه‌های ساخته شده در غارهای طبیعی مورگیا هستند. این منطقه سکونتگاه چشمگیر و دست نخورده‌ای از تروگلودیت‌ها (انسان‌های غارنشین پیش از تاریخ) بوده که به مساحت ۱۰۱۶ هکتار شامل بیش از هزار خانه و تعداد زیادی مغازه و کارگاه است. این منطقه برای اولین بار در دوره پارینه سنگی مسکونی شد و شواهد سکونت مداوم انسان در طی چندین هزار سال تا به امروز را نشان می‌دهد. | [ ۱۴ ]        |
| ۹  |       | شهر ویچنزا و ویلاهای پالادیان ونتو                                                            | ونتو                                         | ۱۹۹۴ | ۷۱۲ i, ii                 | این مجموعه شامل شهر ویچنزا و بیست و چهار ویلای پالادیانی است که در منطقه ونتو پراکنده شده‌اند. ویچنزا شهری است که در قرن دوم پیش از میلاد تأسیس شد و از اوایل قرن پانزدهم تا پایان قرن هجدهم تحت حاکمیت ونیزی‌ها گسترش یافت. آندرا پالادیو (۱۵۰۸–۱۵۰۸) معماری بود که با طرح‌هایش، بر اساس مطالعه دقیق معماری کلاسیک روم، به شهر ظاهر منحصر به فردی بخشید. ویچنزا با معماری پالادیان که سبک مخصوص آندرا پالادیو است، شناخته می‌شود. در این ویلاها همچنین می‌توان ردپای تفکر اومانیستی دوران رنسانس و تأثیر سنت رومی بر آن را مشاهده نمود. | [ ۱۵ ]        |
| ۱۰ |       | کرسپی د آدا                                                                                   | استان برگامو                                 | ۱۹۹۵ | ۷۳۰ iv, v                 | کرسپی د آدا شهری در لمباردی است که نمونه برجسته‌ای از «شهرهای شرکتی» قرن نوزدهم و اوایل قرن بیستم در اروپا و آمریکای شمالی است؛ این شهرها توسط صنعتگران روشنفکر برای رفع نیازهای کارگران ساخته می‌شد. این سایت هنوز به‌طور قابل توجهی دست‌نخورده مانده و هنوز هم تا حدی برای مقاصد صنعتی استفاده می‌شود، اگرچه تغییر شرایط اقتصادی و اجتماعی اکنون بقای آن را تهدید می‌کند. این شهر که در اواخر دهه ۱۹۲۰ در کنار کارخانهٔ نساجی ساخته شد، استانداردهای بالایی از زندگی را در قالب اقامتگاه‌های چندخانواری (هر کدام با باغ مختص به خود) و خدمات اجتماعی که بسیار جلوتر از آن زمانه بود، به کارمندان ارائه می‌داد. کل شهر به شکل هندسی منظمی طراحی شد و جاده اصلی آن را به دو نیم قسمت کرد که ساختمان‌های کارخانه و ادارات در یک طرف این جاده، در ساحل چپ رودخانه آدا قرار داشتند و خود روستا در طرف مقابل جاده بود. بناهای بسیاری برای خدمات بیشتر هم وجود داشتند؛ همچون دستشویی‌های عمومی، درمانگاه، تعاونی مصرف، مدرسه، سالن تئاتر کوچک، مرکز ورزشی، خانه‌ای برای کشیش محلی، یک خانه برای پزشک، نیروگاه برق آبی و ایستگاهی که برق رایگان و سایر خدمات رایج را تأمین می‌کرد. همچنین ساختمان‌هایی با ارزش نمادین‌تر مانند کلیسا، قلعه (محل اقامت خانواده کرسپی)، مجتمع اداری مدرن و خانه‌هایی برای مدیران کارخانه. | [ ۱۶ ]        |
| ۱۱ |       | فرارا و دلتای رود پو                                                                          | استان فرارا                                  | ۱۹۹۵ | ۷۳۳ ii, iii, iv, v, vi    | فرارا که برروی یک گدار کم‌عمق بر فراز رود پو رشد کرد، در سده‌های ۱۵ و ۱۶ میلادی به یک مرکز فکری و هنری تبدیل شد که بسیاری از مشاهیر دوران رنسانس ایتالیا را به خود جذب کرد. میراث فهرست شده تا باروی دفاعی دور مرکز تاریخی شهر، که در سده ۱۲ میلادی ساخته شد، گسترش دارد. با گذشت زمان، دیوارهای پیرامون شهر قدیمی قرون وسطایی گسترش یافت تا بتواند با رشد شهری سازگار شود. امروزه در شهر قرون وسطایی فرارا، بناهای تاریخی سرشناسی مانند دژ استنسه و کلیسای جامع جیورجیوی مقدس قرار دارند. | [ ۱۷ ]        |
| ۱۲ |       | مرکز تاریخی ناپل                                                                              | استان ناپل                                   | ۱۹۹۵ | ۷۲۶ ii, iv                | ناپل که در جنوب ایتالیا قرار دارد، یک شهر بندری مهم در منطقه باستانی دریای مدیترانه است. ریشه‌های این شهر به بنیان‌گذاری آن در سده ۹ پیش از میلاد مسیح به عنوان مستعمره پارتنوپ یا Palaepolis شکل گرفت و پس از این با نام Neapolis به معنای شهر نو دوباره ساخته شد؛ بنابراین ناپل یکی از باستانی‌ترین شهرهای اروپا است. بافت شهری کنونی آن مجموعه‌ای از عناصر برجسته تاریخ طولانی و پرحادثه خود را حفظ کرده است، همان‌طور که در الگوی خیابان‌ها، غنای ساختمان‌ها و بوستان‌های تاریخی، پیوستگی بسیاری از عملکردهای شهری و اجتماعی آن، محیط شگفت‌انگیز آن در خلیج ناپل و تداوم قشربندی تاریخی آن می‌توان دید. این شهر یکی از پیش‌ترین شهرهای مگنا گراسیا به‌شمار می‌رفت و در انتقال فرهنگی یونانی به جامعه روم نقش کلیدی‌ای بازی کرد و به‌مرور زمان یک مرکز فرهنگی مهم در جمهوری روم شد. | [ ۱۸ ]        |
| ۱۳ |       | سیه‌نا                                                                                         | استان سیه‌نا                                  | ۱۹۹۵ | ۷۱۷ i, ii, iv             | این شهر از لحاظ تاریخی به فعالیت‌های تجاری و بانکی مرتبط است و تا قرن‌های ۱۳ و ۱۴ مرکز اصلی بانکداری بوده است. سینا همچنین خانه قدیمی‌ترین بانک جهان، بانک مونت دی پاشی است که از سال ۱۴۷۲ به‌طور پیوسته فعالیت می‌کند. چندین نقاش برجسته رنسانس، از جمله دوچیو، آمبروجیو لورنتستی، سیمون مارتینی و ساستا در سیه نا کار کردند و به دنیا آمدند و بر روند هنر ایتالیایی و اروپایی تأثیر گذاشتند. ظاهر گوتیک شهر که بین سده‌های ۱۲ و ۱۵ به دست آمد حفظ شده است. دیوارهای بخش‌های باستانی یونانی شهر که در جنگ جهانی دوم کاوش شدند و بازمانده‌های ی تئاتر رومی، گورستان‌ها و دخمه‌ها گواه این است. | [ ۱۹ ]        |
| ۱۴ |       | کاستل دل مونته                                                                                | استان بارلتا-آندریا-ترانی                    | ۱۹۹۶ | ۳۹۸ i, ii, iii            | کاخی در جنوب ایتالیا مربوط به سده ۱۳ میلادی است. این کاخ در منطقه آندریا و آپولیا واقع شده و در خلال دهه ۱۲۴۰ توسط فریدریش دوم، امپراتور مقدس روم ساخته شده است. مرمرها و مبلمان داخلی این قصر در سده‌های بعدی غارت شده است. این کاخ نه خندق و نه تخته‌پل دارد و به احتمال زیاد در واقع هرگز به عنوان یک قلعه دفاعی در نظر گرفته نشده است. کاستل دل مونت که یک قطعه منحصر به فرد از معماری نظامی قرون وسطایی است، ترکیبی موفق از عناصر دوران باستان کلاسیک، شرق اسلامی و گوتیک سیسترسیایی شمال اروپا است. | [ ۲۰ ]        |
| ۱۵ |       | بناهای تاریخی مسیحی اولیه راونا                                                               | استان راونا                                  | ۱۹۹۶ | ۷۸۸ i, ii, iii, iv        | بناهای تاریخی مسیحیت اولیه در راونا شامل شش بنا است که میان سده‌های ۵ و ۶ میلادی ساخته شدند. این بناهای مذهبی که با سنگ مرمر، گچبری و موزاییک‌های گرانبها تزئین شده‌اند، بازتاب‌دهنده رویدادهای تاریخی، سیاسی و مذهبی مهمی است که در راونا رخ داده است. ایت شهر در سال ۴۰۲ پس از میلاد پایتخت امپراتوری روم غربی شد و در سده‌هایی ۵ و ۶ پایتخت اوستروگوت‌ها و امپراتوری بیزانس در ایتالیا بود. بناهای مسیحی اولیه راونا شاهد بی‌نظیری از تماس‌ها و پیشرفت‌های هنری در دوره بسیار مهمی از توسعه فرهنگی در اروپا هستند. این بناها نشان‌دهنده هنر و معماری مذهبی و تدفین در سده‌های ۵ و۶ پس از میلاد هستند. | [ ۲۱ ]        |
| ۱۶ |       | مرکز تاریخی شهر پینتزا                                                                        | استان سیه‌نا                                  | ۱۹۹۶ | ۷۸۹ i, ii, iv             | پینتزا، که برروی یک تاج تپه‌ای مشرف به وال دورسیا، ۵۳ کیلومتری جنوب‌شرقی سیه‌نا واقع شده، در دوران قرون وسطایی کورسیگانو شکل گرفت. این شهر در انتهای سده ۱۵ میلادی توسط پیوس سوم نامش تغییر کرد. تصور کلی شهرسازی رنسانسی نخستین بار توسط پیوس سوم اجرا شدند. پاپ توسط یکی از اسقف‌ها، نیکولا کوسوئانو و سنت‌های ژمنی گوتی تحت تأثیر قرار گرفت. این تأثیرات را می‌توان از معماری درون کلیسای جامع پینتزا مشاهده کرد که از شیوه گوتی و معماری جنوب آلمان الهام گرفته بود، در حالی که معماری بیرونی کلیسا به‌طور کامل با شیوه معماری رنسانسی ساخته شده بود. برج ساعت نیز ترکیبی از عناصر معماری گوتی و رنسانسی است. در سال ۱۴۵۹ در شهر کنار میدان شهر ساختمان‌های نویی ساخته شدند، مانند کاخ پیچولومینی، کاخ بورجیا، سالن شهر و کاخ آماناتی. | [ ۲۲ ]        |
| ۱۷ |       | ترولوهای آلبروبلو                                                                             | استان باری                                   | ۱۹۹۶ | ۷۸۷ iii, iv, v            | ترولی‌ها یا خانه‌های آهکی که در منطقه جنوبی پولیا یافت می‌شوند، نمونه‌های قابل توجهی از ساخت و ساز دیوار خشک (بدون ملات) هستند، یک تکنیک ساختمانی ماقبل تاریخ که هنوز در این منطقه استفاده می‌شود. ترولی‌ها از تخته سنگ‌های آهکی ساخته شده‌اند که از مزارع مجاور جمع‌آوری شده‌اند. به‌طور مشخص، آنها دارای سقف‌های هرمی، گنبدی یا مخروطی شکل هستند که از تخته‌های سنگ آهک کوربلی ساخته شده است. | [ ۲۳ ]        |
| ۱۸ |       | کاخ کازرتا، آب‌گذر وانویتلی و مجموعه سن لوچیو                                                  | استان کازرتا و استان بنونتو                  | ۱۹۹۷ | ۵۴۹ i, ii, iii, iv        | بنای شگفت‌آور کازرتا در میانه سده ۱۸ میلادی در شمال ناپل توسط لوئیجی وانویتلی طراحی شدو این مکان یک کاخ مجلل با بوستان‌ها، باغ‌ها و ناحیه جنگلی است. در کنار این کاخ، آب‌گذر وانویتلی و مجتمع صنعتی سن لوچیو که برای تولید ابریشم ساخته شده بودند نیز به عنوان میراث فهرست شده‌اند. کاخ سلطنتی قطعه اصلی کل میراث است که بر روی یک محور مرکزی قرار دارد که کل مجموعه را به هم متصل و یکی می‌کند. با داشتن چهارتا حیاط سه دهلیز، کاخ سلطنتی یک نمونه برجسته از سازه‌ای ساخته‌شده برای کاخ باشکوه یک خانواده سلطنتی و دربار آن است و از شیوه معماری ال اسکوریال در اسپانیا نیز الهام گرفته است. | [ ۲۴ ]        |
| ۱۹ |       | ناحیه باستان‌شناسی آگریجنتو                                                                    | استان آگریجنتو                               | ۱۹۹۷ | ۸۳۱ i, ii, iii, iv        | ناحیه باستان‌شناسی آگریجنتو، دره معبدها، در ساحل جنوبی سیسیل قرار دارد و ناحیه بزرگی از شهرهای باستانی را پوشش می‌دهد. این شهر باستانی که در سده ۶ پیش از میلاد به عنوان یک مستعمره یونانی بنیان‌گذاری شد، به یکی از شهرهای مهم در منطقه مدیترانه تبدیل شد. کاوش‌های امروزی بخش‌های زیادی از شهر رومی و هلنیستی و مسیحیت ابتدایی را افشا کرده است. آگریجنتو در میان شهرهای کلاسیک تاریخ به دلیل نحوه حفظ‌شدن و سالم ماندن آن جایگاه ویژه‌ای دارد. | [ ۲۵ ]        |
| ۲۰ |       | مناطق باستان‌شناسی پمپئی، هرکولانیوم و اوپلونتیس                                               | استان ناپل                                   | ۱۹۹۷ | ۸۲۹ iii, iv, v            | هنگامی که وزوو در سال ۷۹ پس از میلاد فوران کرد، دو شهر رومی، پمپئی و هرکولانیوم، به همراه بسیاری از ویلاهای قشر ثروتمند در حومه‌های شهر، نابود شدند. پمپئی با لایه‌ای ضخیم از خاکستر آتشفشانی و لاپیلی مدفون شد و هرکولانیوم در زیر موج‌ها و جریان‌های آذرآواری ناپدید شد. این دو شهر از اواسط قرن هجدهم به تدریج حفاری شده و در دسترس عموم قرار گرفتند. با این حال، در مورد هرکولانیوم، مناطق وسیعی از شهر باستانی هنوز در زیر شهر مدرنی که به جایش ساخته شد، قرار دارد و بخشی از آن شامل میراث یونسکو نمی‌شود. در سوی دیگر، پمپئی به خوبی حفظ شده و در منطقه ای به مساحت ۴۴ هکتار، تنها سایت باستان‌شناسی در جهان است که تصویر کاملی از شهرهای روم باستان ارائه می‌دهد. | [ ۲۶ ]        |
| ۲۱ |       | باغ گیاه‌شناسی پادوآ                                                                           | استان پادووا                                 | ۱۹۹۷ | ۸۲۴ ii, iii               | اولین باغ گیاه‌شناسی جهان در سال ۱۵۴۵ میلادی، در شهر پادوآ ساخته شد. این باغ هنوز هم شکل نخستین خود را نگهداشته است؛ یک پلان مرکزی دایره‌ای، نمادی از جهان، که با حلقه ای از آب محاصره شده. این مرکز همچنان کاربرد اصلی خود، به عنوان مرکزی برای تحقیقات علمی، را حفظ کرده. | [ ۲۷ ]        |
| ۲۲ |       | کلیسای جامع مودنا، توره دلا گیرلاندینا و پیازا گرانده                                         | استان مودنا                                  | ۱۹۹۷ | ۸۲۷ i, ii, iii, iv        | کلیسای جامع باشکوه قرن دوازدهمی مودنا و برج ناقوس سر به فلک کشیده‌اش همراه با معماری و مجسمه‌های استثنایی، به‌عنوان نمونه‌ای عالی از معماری رمانسک هستند. علاوه بر این، ملک شامل میدان بزرگ شهر جنب تالار شهر و کلیسای اعظم و ساختمان‌های دیگرست. کل ملک حدود ۱٫۲ هکتار را پوشش می‌دهد. معماری کلیسای جامع به جووانی لانفرانکو نسبت داده شده و ساخت آن در سال ۱۰۹۹ میلادی آغاز شده است. بنای کلیسا از مرمر است که عظمت معماری روم باستان را به یاد می‌آورد و با توجه به این که در آن دوره معادن رومیان تخریب شده بود و هنوز احیا نشده بود، مصالح کلیسا یحتمل از ساختمان‌های قدیمی‌تر رومی گرفته شده. در آغاز قرن‌های ۱۱ و ۱۲، این یکی از اولین ساختمان‌های قرون وسطایی و مطمئناً مهم‌ترین ساختمانی بود که در آن همکاری یک معمار (لانفرانکو) و یک مجسمه‌ساز (ویلیگلمو) با کتیبه‌های صریح، ثبت شده است. | [ ۲۸ ]        |
| ۲۳ |       | ساحل آمالفی                                                                                   | استان سالرنو                                 | ۱۹۹۷ | ۸۳۰ ii, iv, v             | طبیعت کرانه‌های شبه‌جزیره سورنتو، هم دست نخورده است و هم با نتایج فعالیت‌های انسانی به شکلی هماهنگ ترکیب شده است. این مناطق دارای مناظر بکری از صخره‌ها، چوب و خاربیشه هستند که با باغ‌های مرکبات و تاکستان‌ها، در هر جایی که انسان می‌توانست مکان مناسبی برای کشاورزی پیدا کند، عجین شده‌اند. سواحل آمالفی ۱۱۲۳۱ هکتار وسعت دارد و منطقه‌ای وسیع شامل ۱۵ شهرداری، زمین‌های کشاورزی و سه ذخیره‌گاه طبیعی است. این منطقه از دوران ماقبل تاریخ پرجمعیت بوده و بقایای دوران پارینه‌سنگی و میان‌سنگی در پوزیتانو یافت شده است. در قرن چهارم به مستعمره روم تبدیل شد و از آغاز قرون وسطی به شدت مسکونی شد. تعدادی از مراکز تاریخی آن، در دوره قدرت‌گیری جمهوری دریایی آمالفی شکوفا شدند و در نتیجه دارای شاهکارهای هنری و معماری متعددی هستند که برخی از آن‌ها حاصل آمیختگی عناصر شرقی و غربی به نام «سبک عربی-نورمنی» است. مناطق کشاورزی منطقه، شاهدی بر کنار آمدن بشر با انواع موانع طبیعی است؛ برای مثال کشت پلکانی را برای تاکستان‌ها و باغ‌های میوه در ناحیهٔ پایین‌دست توسعه دادند و در ناحیه بالایی به دامپروری پرداختند. | [ ۲۹ ]        |
| ۲۴ |       | پورتو ونه ره، چینکو تره و جزایر جزیره پالماریا، جزیره تینو و جزیره تینتو                      | استان لا اسپتزیا                             | ۱۹۹۷ | ۸۲۶ ii, iv, v             | سواحل لیگوریا بین چینکو تره و پورتو ونه ره منظره ای فرهنگی با ارزش فراوان است. چیدمان و موقعیت شهرهای کوچک و شکل دهی به چشم‌انداز اطراف، غلبه بر معایب یک زمین شیب دار و ناهموار، تاریخ پیوسته سکونت انسان در این منطقه را در طول هزاره گذشته در بر می‌گیرد. این منطقه تقریباً غیرقابل دسترس بود، مگر از طریق دریا، تا زمانی که راه‌آهن جنوا-لا اسپزیا در دهه ۱۸۷۰ ساخته شد. | [ ۳۰ ]        |
| ۲۵ |       | اقامتگاه‌های خاندان سلطنتی ساووی                                                               | استان تورین و استان کونیو                    | ۱۹۹۷ | ۸۲۳ i, ii, iv, v          | هنگامی که امانوئل فیلیبر، دوک ساووی، پایتخت خود را در سال ۱۵۶۲ به تورین منتقل کرد، ساخت مجموعه وسیعی از پروژه‌های ساختمانی که توسط جانشینانش ادامه یافت را برای نشان دادن قدرت خاندان حاکم آغاز کرد. این مجموعه برجسته از ساختمان‌ها که توسط معماران و هنرمندان برجسته آن زمان طراحی و تزیین شده‌اند و شامل بسیاری از اقامتگاه‌های روستایی و اقامتگاه‌های شکار می‌شود. | [ ۳۱ ]        |
| ۲۶ |       | سو نوراکسی                                                                                    | استان ساردینیا جنوبی                         | ۱۹۹۷ | ۸۳۳ i, iii, iv            | در اواخر هزاره دوم قبل از میلاد در عصر برنز، نوع خاصی از ساختار دفاعی معروف به نوراکسی که مشابهی برای آن در هیچ جای دیگر جهان وجود ندارد در جزیره ساردینیا توسعه یافت. این مجموعه متشکل از برج‌های دفاعی مدور به شکل مخروط‌های جناغی است که از سنگ پوشانده شده ساخته شده‌اند و اتاقک‌های داخلی طاق دار هستند. مجموعه در بارومینی که در نیمه اول هزاره اول تحت فشار کارتاژنی‌ها توسعه و تقویت شد، بهترین و کامل‌ترین نمونه از این شکل قابل توجه معماری ماقبل تاریخ است. | [ ۳۲ ]        |
| ۲۷ |       | ویلا رومانا دل کازاله                                                                         | استان انا                                    | ۱۹۹۷ | ۸۳۲ i, ii, iii            | ویلا رومانا دل کازاله نماد بهره‌برداری رومی از حومه شهر مرکز املاک بزرگی است که اقتصاد روستایی امپراتوری غربی بر آن بنا شده است. ویلا در نوع خود یکی از مجلل‌ترین هاست که به ویژه برای غنا و کیفیت موزاییک‌هایی که تقریباً هر اتاق را تزئین می‌کنند قابل توجه است. آنها بهترین موزاییک‌ها در سراسر جهان روم هستند. | [ ۳۳ ]        |
| ۲۸ |       | منطقه باستان‌شناسی آکویلیا و کلیسای سانتا ماریا آسونتا                                         | استان اودینه                                 | ۱۹۹۸ | ۸۲۵ iii, iv, vi           | آکویلیا یکی از بزرگ‌ترین و ثروتمندترین شهرهای امپراتوری روم بود که در اواسط سده پنجم توسط آتیلا ویران شد. بیشتر آن هنوز در زیر مزارع کاوش نشده قرار دارد و به این ترتیب بزرگ‌ترین ذخیره‌گاه باستان‌شناسی در نوع خود را تشکیل می‌دهد. کلیسای آکویلیا، یک ساختمان برجسته با سنگفرش موزاییکی استثنایی، نقشی کلیدی در بشارت دادن به منطقه بزرگی از اروپای مرکزی ایفا کرد. | [ ۳۴ ]        |
| ۲۹ |       | پارک ملی سیلنتو، والو دی دیانو و آلبورنی و مکان‌های باستان‌شناسی پستوم، الئا و چرتوزا دی پادولا | استان سالرنو                                 | ۱۹۹۸ | ۸۴۲ iii, iv               | سیلنتو یک چشم‌انداز فرهنگی برجسته است. گروه‌های پناهگاه‌ها و سکونتگاه‌ها در امتداد سه خط الراس کوهستانی شرقی-غربی آن به وضوح تحول تاریخی این منطقه را به تصویر می‌کشند. این مسیر نه تنها برای تجارت، بلکه برای تعامل فرهنگی و سیاسی در دوره‌های ماقبل تاریخ و قرون وسطی نیز بوده است. سیلنتو همچنین مرز بین مستعمرات یونانی یونان بزرگ و مردمان بومی اتروسک و لوکانی بود. بقایای دو شهر بزرگ پستوم و ویلا در آنجا یافت شده است. | [ ۳۵ ]        |
| ۳۰ |       | مرکز تاریخی اوربینو                                                                           | استان پزارو و اوربینو                        | ۱۹۹۸ | ۸۲۸ ii, iv                | شهر تپه ای کوچک اوربینو، در مارکه، شکوفایی فرهنگی بزرگی را در قرن پانزدهم تجربه کرد و هنرمندان و دانشمندان را از سراسر ایتالیا و فراتر از آن به خود جذب کرد و بر تحولات فرهنگی در سایر نقاط اروپا تأثیر گذاشت. به دلیل رکود اقتصادی و فرهنگی از قرن شانزدهم به بعد، ظاهر رنسانس خود را تا حد قابل توجهی حفظ کرده است. امروزه، مرکز تاریخی با دیوارهای رنسانس آن تعریف شده است که تقریباً دست نخورده باقی می‌مانند و با سنگرها کامل می‌شوند. در داخل این دیوارها، چندین ساختمان با کیفیت خارق‌العاده مانند کاخ دوکال، کلیسای جامع، صومعه سانتا کیارا و سیستم پیچیده‌ای از سخنرانی‌ها باقی مانده است. | [ ۳۶ ]        |
| ۳۱ |       | ویلا آدریانا                                                                                  | استان رم                                     | ۱۹۹۹ | ۹۰۷ i, ii, iii            | ویلا آدریانا مجموعه ای استثنایی از ساختمان‌های کلاسیک است که در قرن دوم پس از میلاد توسط امپراتور روم، هادریان ساخته شده است. این ویلا که بین سال‌های ۱۱۷ تا ۱۳۸ پس از میلاد ساخته شد، به عنوان یک شهر ایدئال طراحی شد و سنت‌های معماری یونان باستان، روم و مصر را در خود جای داده است. بقایای حدود ۳۰ ساختمان بیش از ۱۲۰ هکتار از تپه‌های تیبورتین در تیوولی در منطقه لاتزیو گسترش یافته است. | [ ۳۷ ]        |
| ۳۲ |       | آسیزی و باسیلیکای سن فرانچسکو د آسیزی                                                         | استان پروجا                                  | ۲۰۰۰ | ۹۹۰ i, ii, iii, iv, vi    | آسیزی، یک شهر قرون وسطاییست که بر روی یک تپه ساخته شده و زادگاه سنت فرانسیس است که ارتباط نزدیکی با کار فرقه فرانسیسکن دارد. شاهکارهای هنری قرون وسطایی آن، مانند کلیسای سان فرانچسکو و نقاشی‌های سیمابو، پیترو لورنتستی، سیمون مارتینی و جوتو، آسیزی را به یک نقطه مرجع اساسی برای توسعه هنر و معماری ایتالیایی و اروپایی تبدیل کرده است. | [ ۳۸ ]        |
| ۳۳ |       | ورونا                                                                                         | استان ورونا                                  | ۲۰۰۰ | ۷۹۷ ii, iv                | شهر تاریخی ورونا در قرن اول قبل از میلاد تأسیس شد. به‌طور ویژه تحت حکومت خانواده اسکالیگر در قرن‌های ۱۳ و ۱۴ و به عنوان بخشی از جمهوری ونیز از قرن ۱۵ تا ۱۸ شکوفا شد. ورونا تعداد قابل توجهی از بناهای تاریخی را از دوران باستان، قرون وسطی و دوره رنسانس حفظ کرده است و نمونه برجسته ای از یک دژ نظامی است. | [ ۳۹ ]        |
| ۳۴ |       | جزایر آیولین                                                                                  | استان مسینا                                  | ۲۰۰۰ | ۹۰۸ viii                  | جزایر آیولین رکورد برجسته ای از ساخت و ساز و تخریب جزیره‌های آتشفشانی و پدیده‌های آتشفشانی مداوم را ارائه می‌دهند. این جزایر که حداقل از قرن هجدهم تحت مطالعه بوده‌اند، نمونه‌هایی از دو نوع فوران (ولکانی و استرومبولی) را به علم آتشفشان‌شناسی ارائه کرده‌اند و بنابراین برای بیش از ۲۰۰ سال در آموزش زمین‌شناسان برجسته بوده‌اند. این سایت همچنان به غنی سازی زمینه ولکانولوژی ادامه می‌دهد. | [ ۴۰ ]        |
| ۳۵ |       | ویلا د استه                                                                                   | استان رم                                     | ۲۰۰۱ | ۱۰۲۵ i, ii, iii, iv, vi   | ویلا د استه در تیوولی یکی از برجسته‌ترین و جامع‌ترین تصاویر فرهنگ رنسانس است. طراحی نوآورانه آن به همراه اجزای معماری موجود در باغ (آبنماها، حوض‌های تزئینی و غیره) این باغ را به نمونه ای منحصر به فرد از یک باغ ایتالیایی قرن شانزدهمی تبدیل کرده است. | [ ۴۱ ]        |
| ۳۶ |       | شهرهای سبک باروک وال دی نوتو                                                                  | استان کاتانیا و استان راگوسا و استان سیراکوز | ۲۰۰۲ | ۱۰۲۴ i, ii, iv, v         | هشت شهر در جنوب شرقی سیسیل شامل:کالتاجرونه، میلیتلو این وال دی کاتانیا، کاتانیا، مودیکا، نوتو، پالاتسولو آکریده، راگوسا، و شیکلی، همگی پس از سال ۱۶۹۳ در اطراف یا در کنار شهرهای موجود در زمان زلزله ای که در آن سال رخ داد، بازسازی شدند. آنها نشان دهنده یک تعهد جمعی قابل توجه هستند که با موفقیت در سطح بالایی از دستاوردهای معماری و هنری ساخته شده است. با حفظ سبک باروک، آنها همچنین نوآوری‌های متمایز در برنامه‌ریزی شهری و ساختمان شهری را به تصویر می‌کشند. | [ ۴۲ ]        |
| ۳۷ |       | سایت مونته سن جورجو                                                                           | استان وارزه                                  | ۲۰۰۳ | ۱۰۹۰ viii                 | کوه مونته سن جورجو در کنار دریاچه لوگانو به عنوان بهترین فسیل از حیات دریایی از دوره تریاس (۲۴۵ تا ۲۳۰ میلیون سال پیش) در نظر گرفته می‌شود. حیات دریایی گوناگونی از جمله خزندگان، ماهی‌ها، دوکفه ای‌ها، آمونیت‌ها، خارپوستان و سخت پوستان در این منطقه وجود دارند. از آنجایی که تالاب نزدیک به خشکی بود، بقایای آن شامل فسیل‌های خشکی خزندگان، حشرات و گیاهان نیز می‌شود که در نتیجه منبع بسیار غنی فسیل‌ها است. | [ ۴۳ ]        |
| ۳۸ |       | ساکری مونتی پیمونت و لمباردی                                                                  | چندین منطقه                                  | ۲۰۰۳ | ۱۰۶۸ ii, iv               | نه ساکری مونتی (کوه‌های مقدس) در شمال ایتالیا، گروه‌هایی از کلیساها و دیگر ویژگی‌های معماری هستند که در اواخر قرن ۱۶ و ۱۷ ایجاد شده‌اند و به جنبه‌های مختلف مسیحیت اختصاص یافته‌اند. آنها علاوه بر معنای معنوی نمادین خود، به دلیل مهارتی که با مناظر طبیعی اطراف تپه‌ها، جنگل‌ها و دریاچه‌ها ادغام شده‌اند، زیبایی زیادی دارند. | [ ۴۴ ]        |
| ۳۹ |       | گورستان‌های اتروسکی                                                                            | استان ویتربو                                 | ۲۰۰۴ | ۱۱۵۸ i, iii, iv           | این دو گورستان بزرگ اتروسک نشان دهنده انواع مختلف شیوه‌های تدفین از قرن نهم تا یکم قبل از میلاد و شاهد دستاوردهای فرهنگ اتروسکی هستند که طی نه قرن، اولین تمدن شهری را در شمال مدیترانه ایجاد کردند. برخی از مقبره در صخره تراشیده شده‌اند. بسیاری از آنها روی دیوارهای خود حکاکی و برخی دیگر نقاشی‌های دیواری با کیفیت فوق‌العاده دارند. گورستان نزدیک سروتری، معروف به بندتاچا، حاوی هزاران مقبره است که در طرحی شبیه شهر، با خیابان‌ها، میدان‌های کوچک و محله‌ها سازماندهی شده‌اند. گورستان تارکینیا که به مونتروتزی نیز معروف است، حاوی ۶۰۰۰ گور بریده شده در صخره است. این شهر به خاطر ۲۰۰ مقبره نقاشی شده اش که قدیمی‌ترین آنها مربوط به قرن هفتم قبل از میلاد است، مشهور است. | [ ۴۵ ]        |
| ۴۰ |       | وال دورچا                                                                                     | استان سیه‌نا                                  | ۲۰۰۴ | ۱۰۲۶ iv, vi               | چشم‌انداز وال دورچا بخشی از مناطق داخلی کشاورزی سیهنا است، زمانی که در قلمرو دولت-شهر در قرن‌های ۱۴ و ۱۵ ادغام شد، دوباره ترسیم و توسعه یافت تا منعکس کننده یک مدل ایدئال از حکمرانی خوب و ایجاد یک زیبایی شناختی باشد. تصویر دلنشین زیبایی‌شناسی متمایز منظره، دشت‌های گچی مسطح که تپه‌های تقریباً مخروطی شکل با سکونتگاه‌های مستحکم در بالای آن جای دارد، الهام‌بخش بسیاری از هنرمندان شده است. تصاویر آنها زیبایی مناظر کشاورزی دوره رنسانس را به خوبی نشان می‌دهد. این کتیبه شامل موارد زیر است: یک منظره زراعی و مرتعی که منعکس کننده سیستم‌های نوآورانه مدیریت زمین است. | [ ۴۶ ]        |
| ۴۱ |       | سیراکوز و گورستان پانتالیکا                                                                   | استان سیراکوز                                | ۲۰۰۵ | ۱۲۰۰ ii, iii, iv, vi      | این سایت از دو عنصر مجزا تشکیل شده است که شامل بقایای برجسته ای است که به دوران یونان و روم بازمی‌گردد: گورستان پانتالیکا حاوی بیش از ۵۰۰۰ مقبره در صخره در نزدیکی معادن سنگ است که قدمت بیشتر آنها به قرن ۱۳ تا ۷ قبل از میلاد می‌رسد. بخش دیگر این ملک، سیراکوز باستان، شامل هسته بنیاد شهر به نام اورتیجیا توسط یونانیان قرن هشتم قبل از میلاد از قرنتس است. محل شهر، که سیسرو آن را به عنوان "بزرگترین شهر یونانی و زیباترین شهر" توصیف کرد، آثاری مانند معبد آتنا (قرن ۵ قبل از میلاد، که بعدها تبدیل به کلیسای جامع شد)، یک تئاتر یونانی، آمفی تئاتر رومی، یک قلعه و موارد دیگر می‌شود. سیراکیوز تاریخی شاهدی منحصر به فرد از توسعه تمدن مدیترانه در طول سه هزار سال است. | [ ۴۷ ]        |
| ۴۲ |       | استراده نووه و مجموعه پلازی دی رولی                                                           | استان جنوا                                   | ۲۰۰۶ | ۱۲۱۱ ii, iv               | خیابان‌های جدید و سامانه کاخ‌های رولی در مرکز تاریخی جنوا متعلق به اواخر قرن شانزدهم و اوایل قرن هفدهم است، که جمهوری جنوا در اوج قدرت مالی و دریانوردی خود بود. این سایت نشان دهنده اولین نمونه در اروپا از یک پروژه توسعه شهری است. این سایت شامل یک مجموعه ای از کاخ‌های رنسانس و باروک در امتداد به اصطلاح "خیابان‌های جدید" تنوع خارق‌العاده‌ای از راه‌حل‌های مختلف را ارائه می‌دهد که به ارزش جهانی در انطباق با ویژگی‌های خاص سایت و الزامات یک سازمان اجتماعی و اقتصادی خاص دست می‌یابد. آنها همچنین یک نمونه اصلی از یک شبکه عمومی از اقامتگاه‌های خصوصی را ارائه می‌دهند که برای میزبانی بازدیدهای دولتی تعیین شده است. | [ ۴۸ ]        |
| ۴۳ |       | منتووا و سابیونتا                                                                             | استان منتووا                                 | ۲۰۰۸ | ۱۲۸۷ ii, iii              | منتووا و سابیونتا گواهی از رشد شهری معماری و هنری در دوران رنسانس است که از طریق بینش و اقدامات خاندان گونگازا به وجود آمد. منتوا، شهری که ریشه‌اش به دوران امپراتوری روم بر می‌گردد، در سده‌های ۱۵ و ۱۶ میلادی بازسازی شد و مهندسی هیدرولوژیکی و آثار شهری و معماری به آن افزوده شد. مشارکت معمارهای شناخته‌شده‌ای مانند لئون باتیستا آلبرتی و جولیو رومانو و نقاش‌هایی مانند آندرئا مانتنیا، منتووا را به یک پایتخت برجسته رنسانس تبدیل می‌کند. سابیونتا نشان‌دهنده ساختن یک شهر کامل از نو بر پایه دیدگاه امروزی از رنسانس است. دیوارهای دفاعی، الگوی شبکه‌ای خیابان‌ها، نقش فضاهای عمومی و بناهای تاریخی سابیونتا را به یکی از بهترین شهرهای ایدئال اروپا تبدیل می‌کند که در درون و بیرون از قاره تأثیراتی گذاشته است. این آثار نشان‌دهنده دو مرحله از برنامه‌ریزی سرزمینی و اثرگذاری‌های شهری خاندان گونگازا در املاکشان است. | [ ۴۹ ]        |
| ۴۴ |       | راه‌آهن رت                                                                                     | استان سوندریو                                | ۲۰۰۸ | ۱۲۷۶ ii, iv               | راه‌آهن رت در آلبولا و برنینا، دو خط راه‌آهن تاریخی را گرد هم می‌آورد که از کوه‌های آلپ سوئیس عبور می‌کنند. خط البولا در شمال غربی این ملک که در سال ۱۹۰۴ افتتاح شد، ۶۷ کیلومتر طول دارد. مجموعه ای چشمگیر از سازه‌ها شامل ۴۲ تونل و ایستگاه سرپوشیده و ۱۴۴ راهرو و پل است. خط گذرگاه برنینا به طول ۶۱ کیلومتر دارای ۱۳ تونل و ایستگاه و ۵۲ راهرو و پل است. این اثر نمونه ای از استفاده از راه‌آهن برای غلبه بر انزوا سکونتگاه‌ها در کوه‌های آلپ مرکزی در اوایل قرن بیستم است که تأثیر اجتماعی-اقتصادی عمده و پایداری بر زندگی در کوهستان داشته است. این مجموعه محیطی برجسته ای را تشکیل می‌دهد و دستاوردهای معماری و مهندسی عمران را در هماهنگی با مناظری که از آن عبور می‌کنند، مجسم می‌کند. | [ ۵۰ ]        |
| ۴۵ |       | دولومیت                                                                                       | چندین منطقه                                  | ۲۰۰۹ | ۱۲۳۷ vii, viii            | دولومیت رشته کوهی در شمال آلپ ایتالیا می‌باشد که دارای ۱۸ قله است که ارتفاع آنها به بالای ۳۰۰۰ متر می‌رسد و ۱۴۱۹۰۳ هکتار وسعت دارد. برخی از زیباترین مناظر کوهستانی در هر کجا، با دیواره‌های عمودی، صخره‌های محض و تراکم زیاد، دره‌های باریک، عمیق و طولانی را به نمایش می‌گذارد. این سایت مجموعه‌ای از نه منطقه است که تنوعی از مناظر دیدنی با اهمیت بین‌المللی را برای ژئومورفولوژی نشان می‌دهد که توسط قله‌ها و دیواره‌های صخره‌ای مشخص شده‌اند، این سایت همچنین دارای لندفرم‌های یخچالی و سیستم‌های کارست است و با فرآیندهای پویا همراه با رانش مکرر زمین، سیل و ریزش بهمن مشخص می‌شود. این میراث همچنین دارای یکی از بهترین نمونه‌های حفظ سیستم‌های پلت فرم کربنات مزوزوئیک با سوابق فسیلی است. | [ ۵۱ ]        |
| ۴۶ |       | معماری لمباردها در ایتالیا                                                                    | چندین منطقه                                  | ۲۰۱۱ | ۱۳۱۸ ii, iii, vi          | این میراث شامل هفت گروه از ساختمان‌های مهم (شامل قلعه‌ها، کلیساها و صومعه‌ها) در سراسر شبه جزیره ایتالیا است. آنها گواه موفقیت بالای لمباردها هستند که از شمال اروپا مهاجرت کردند و فرهنگ خاص خود را در ایتالیا توسعه دادند و قرن‌های ۶ تا ۸ بر سرزمین‌های وسیعی حکومت کردند. سبک‌های معماری لمباردها با تکیه بر میراث روم باستان، معنویت مسیحی، نفوذ بیزانس و اروپای شمالی آلمانی، گذار از دوران باستان به قرون وسطی اروپایی را نشان داد. | [ ۵۲ ]        |
| ۴۷ |       | آبسراهای پیش از تاریخ پیرامون آلپ                                                             | چندین منطقه                                  | ۲۰۱۱ | ۱۳۶۳ iv, v                | این میراث مجموعه‌ای از ۱۱۱ سایت کوچک منفرد، بقایای سکونتگاه‌های انباشته‌ای ماقبل تاریخ در داخل و اطراف کوه‌های آلپ را در بر می‌گیرد که از حدود ۵۰۰۰ تا ۵۰۰ قبل از میلاد در حاشیه دریاچه‌ها، رودخانه‌ها یا تالاب‌ها ساخته شده‌اند. حفاری‌های انجام شده شواهدی به دست آورده است که بینشی از زندگی در دوران ماقبل تاریخ در دوران نوسنگی و عصر برنز در اروپای آلپ و نحوه تعامل جوامع با محیط خود ارائه می‌دهد. سکونت‌گاه‌ها گروهی منحصربفرد از محوطه‌های باستان‌شناسی به‌خوبی حفظ‌شده و از نظر فرهنگی غنی هستند که یکی از مهم‌ترین منابع برای مطالعه جوامع اولیه کشاورزی در منطقه را تشکیل می‌دهند. | [ ۵۳ ]        |
| ۴۸ |       | ویلاهای مدیچی                                                                                 | توسکانی                                      | ۲۰۱۳ | ۱۷۵ ii, iv, vi            | دوازده ویلا و دو باغ پراکنده در سرتاسر توسکانی، چشم‌انداز این مکان را تشکیل می‌دهند که شاهد تأثیر خانواده مدیچی بر فرهنگ مدرن اروپایی از طریق حمایت از هنر است. این ساختمان‌ها که بین قرن‌های ۱۵ و ۱۷ ساخته شده‌اند، نشان دهنده یک سیستم نوآورانه ساخت و ساز در هماهنگی با طبیعت و اختصاص به اوقات فراغت، هنر و دانش هستند. ویلاها شکل و کارکردی بدیع را در خود جای داده‌اند، نوع جدیدی از اقامتگاه شاهزادگان که هم با مزارع متعلق به فلورانسی‌های ثروتمند آن دوره و هم با قدرت نظامی قلعه‌های بارونی متفاوت است. ویلاهای مدیچی اولین نمونه از ارتباط بین معماری، باغ‌ها و محیط زیست را تشکیل می‌دهند و به مرجعی ماندگار برای اقامتگاه‌های شاهزادگان در سراسر ایتالیا و اروپا تبدیل شدند. باغ‌ها و ادغام آنها در محیط طبیعی به درک ویژگی‌های اومانیسم و رنسانس مناظر کمک کرد. | [ ۵۴ ]        |
| ۴۹ |       | اتنا                                                                                          | استان کاتانیا                                | ۲۰۱۳ | ۱۴۲۷ viii                 | کوه اتنا یک مکان نمادین با ۱۹۲۳۷ هکتار مساحت خالی از سکنه در بالاترین قسمت کوه اتنا، در ساحل شرقی سیسیل است. کوه اتنا بلندترین کوه جزیره مدیترانه و فعال‌ترین آتشفشان چینه‌ای در جهان است. تاریخچه فوران این آتشفشان به ۵۰۰۰۰۰ سال پیش بازمی‌گردد و حداقل ۲۷۰۰ سال از این فعالیت مستند شده است. فعالیت تقریباً مداوم فوران کوه اتنا همچنان بر آتشفشان‌شناسی، ژئوفیزیک و سایر رشته‌های علوم زمین تأثیر می‌گذارد. این آتشفشان همچنین از اکوسیستم‌های مهم زمینی از جمله گیاهان و جانوران بومی پشتیبانی می‌کند و فعالیتش آن را به آزمایشگاهی طبیعی برای مطالعه فرآیندهای اکولوژیکی و بیولوژیکی تبدیل می‌کند و این سایت را به مقصدی اصلی برای تحقیق و آموزش تبدیل کرده است. | [ ۵۵ ]        |
| ۵۰ |       | چشم‌انداز تاکستان پیمونت                                                                       | استان آلساندریا، استان آسته و استان کونیو    | ۲۰۱۴ | ۱۳۹۰ iii, v               | این چشم‌انداز پنج منطقه متمایز تولید شراب را با مناظر برجسته و دژ گرینزانه کاوور، که نامی نمادین هم در توسعه باغ‌های انگور و هم در تاریخ ایتالیا است، پوشش می‌دهد. این میراث در بخش جنوبی پیدمونت، بین رودخانه پو و آپنین لیگوریا واقع شده است و طیف وسیعی از فرآیندهای فنی و اقتصادی مربوط به پرورش انگور و شراب‌سازی را در بر می‌گیرد که برای قرن‌ها از ویژگی‌های این منطقه بوده است. در طول امپراتوری روم، پلینی بزرگ از منطقه پیدمونت به عنوان یکی از مساعدترین مناطق برای رشد انگور در ایتالیا باستان یاد می‌کند. | [ ۵۶ ]        |
| ۵۱ |       | پالرموی عرب-نورمن و کلیساهای جامع چفالو و مونرئاله                                            | استان پالرمو                                 | ۲۰۱۵ | ۱۴۸۷ ii, iv               | این سایت که در ساحل شمالی جزیره سیسل در ایتالیا قرار دارد، پالرموی عرب-نورمن و کلیساهای جامع چفالو و مونرئاله مجموعه‌ای از نه سازه مذهبی و مدنی است که پیشینه آن به دوران حکومت پادشاهی نورمن سیسیل (۱۱۳۰–۱۱۴۹) بر می‌گردد. دو کاخ، سه کلیسا، یک کلیسای جامع و یک پل در پالرمو، پایتخت پادشاهی و دو کلیسای جامع در کومونه‌های چفالو و مونرئاله این سایت را تشکیل می‌دهند. روی هم رفته، این آثار نمونه‌ای برجسته از یک همگرایی اجتماعی-فرهنگی میان فرهنگ‌های غربی، اسلامی و بیزانسی است. بناهایی که در ۶٬۲۳۵ هکتار قرار دارند شامل کلیسای پالاتینا و کاخ سلطنتی پالرمو، زیسا، کلیسای جامع پالرمو، کلیسای جامع مونرئاله، کلیسای جامع چفالو، کلیسای سان جیووانی دگلی ارمیتی، کلیسای سانتا ماریا دل‌آمریگالیو، کلیسای سان کاتالدو و پل دریاسالار است. هر کدام جنبه‌های مهمی از همگرایی چندفرهنگی غربی-اسلامی-بیزانسی را نشان می‌دهد که مشخصه پادشاهی نورمن سیسیل در طول سده دوازدهم بود. | [ ۵۷ ]        |
| ۵۲ |       | جنگل‌های کهنسال راش کارپات و مناطق دیگر اروپا                                                  | چندین منطقه                                  | ۲۰۱۷ | ۱۱۳۳ ix                   | این سایت شامل جنگل در ۱۸ کشور اروپایی می‌شود. این جنگل‌ها روند گسترش پس از یخبندان جنگل‌های راش اروپایی را نشان می‌دهند و کامل‌ترین و جامع‌ترین الگوهای اکولوژیکی و فرآیندهای توده‌های خالص و مختلط راش اروپایی را در شرایط محیطی مختلف به نمایش می‌گذارند. | [ ۵۸ ]        |
| ۵۳ |       | بناهای دفاعی ونیز میان سده‌های ۱۶ و ۱۷ میلادی                                                  | چندین منطقه                                  | ۲۰۱۷ | ۱۵۳۳ iii, iv              | این سایت شامل ۶ اثر از بناهای دفاعی در ایتالیا، کرواسی و مونته‌نگرو است که بیش از ۱٬۰۰۰ کیلومتر از منطقه لمباردی تا ساحل شرقی دریای آدریاتیک را پوشش می‌دهند. استحکامات و سنگربندی‌های Stato da Terra از جمهوری ونیز در برابر قدرت‌های اروپایی در شمال غربی دفاع می‌کردند و همچنین از راه‌های تجاری دریا و بندرها از دریای آدریاتیک تا شام دفاع می‌کردند. رواج یافتن باروت نهوه شکل‌گیری معماری استحکامات و جنگاوری را به‌طور قابل ملاحظه‌ای تغییر داد. | [ ۵۹ ]        |
| ۵۴ |       | شهر صنعتی ایوریا                                                                              | استان تورین                                  | ۲۰۱۸ | ۱۵۳۸ iv                   | شهر صنعتی ایوریا در منطقه پیمونت واقع شده است و به عنوان محل آزمایش اولیوتی، تولیدکننده ماشین‌های تحریر، ماشین حساب مکانیکی و کامپیوترهای اداری توسعه یافته است. این مکان شامل یک کارخانه بزرگ و ساختمان‌هایی است که برای خدمات اداری و خدمات اجتماعی و همچنین واحدهای مسکونی طراحی شده‌اند. این مجموعه معماری که توسط شهرسازان و معماران برجسته ایتالیایی، عمدتاً بین دهه ۱۹۳۰ و ۱۹۶۰ طراحی شده است، ایده‌های جنبش جامعه (Movimento Comunità) را منعکس می‌کند و یک دیدگاه مدرن از رابطه بین تولید صنعتی و معماری را بیان می‌کند. | [ ۶۰ ]        |
| ۵۵ |       | تپه‌های پروسکو در کونلیانو و والدوبیادنه                                                       | استان ترویزو                                 | ۲۰۱۹ | ۱۵۷۱ v                    | این میراث در شمال شرقی ایتالیا واقع شده است و بخشی از چشم‌انداز انگورسازی منطقه تولید شراب پروسکو را شامل می‌شود. این منظره با تپه‌های «هوگ‌بک»، سیگلیونی - قطعه‌های کوچک انگور در تراس‌های باریک چمن‌زار - جنگل‌ها، دهکده‌های کوچک و زمین‌های کشاورزی مشخص می‌شود. برای قرن‌ها زمین‌های ناهموار توسط انسان شکل گرفته و برای کشاورزی سازگار شده است. از قرن هفدهم، استفاده از سیگلیونی منظره شطرنجی خاصی را ایجاد کرده است که از ردیف‌هایی از درختان انگور موازی و عمودی با شیب‌ها تشکیل شده است. در قرن نوزدهم، تکنیک بلوسرا برای آموزش انگورها به ویژگی‌های زیبایی شناختی منظره کمک کرد. | [ ۶۱ ]        |
| ۵۶ |       | نقاشی‌های دیواری پادوآ در سده چهاردهم                                                          | استان پادووا                                 | ۲۰۲۱ | ۱۶۲۳ ii                   | این اثر شامل هشت مجموعه ساختمانی و سازه‌ای دینی و سکولار است که در شهر تاریخی دیوارکشیده‌شده پادووا واقع شده‌اند. این نقاشی‌ها میان سال‌های ۱۳۰۲ تا ۱۳۹۷ به دست هنرمندان گوناگونی در ساختمان‌ها با کاربردهای مختلفی ساخته شدند. از جمله هنرمندانی که در طراحی این نقاشی‌ها فعالیت داشتند، می‌توان از جوتو، گوارینتو دی آرپو، گیوستو دمنابوی، آلتیچیرو، جیکوپو داوانزی و جیکوپو دا ورونا نام برد. این نقاشی‌ها نشان می‌دهند که نقاشی دیواری چگونه در یک سده رشد کرد و انگیزه خلاق جدید و درک بازنمایی فضایی نویی همراه داشت. | [ ۶۲ ]        |
| ۵۷ |       | مونته‌کاتینی ترمه                                                                              | استان پیستویا                                | ۲۰۲۱ | ۱۶۱۳ ii, iii              | این میراث فراملیتی شامل یازده شهرک آبگرم است که در هفت کشور اروپایی واقع شده‌اند که مونته‌کاتینی ترمه در ایتالیا قرار دارد. همه این شهرها در اطراف چشمه‌های آب معدنی طبیعی از اوایل قرن هجدهم تا دهه ۱۹۳۰توسعه یافته‌اند و منجر به پیدایش استراحتگاه‌های بزرگ بین‌المللی شده‌اند که بر گونه‌شناسی شهری پیرامون مجموعه ساختمان‌های آبگرم تأثیر گذاشته‌اند. این مجموعه‌ها همگی در یک بافت شهری کلی که شامل یک محیط تفریحی و درمانی به دقت مدیریت شده در منظره ای زیبا است، ادغام شده‌اند. این مکان‌ها با هم، مبادله قابل توجهی از ارزش‌های انسانی و پیشرفت‌ها در پزشکی، علم و بالنولوژی را نشان می‌دهند. | [ ۶۳ ]        |
| ۵۸ |       | پیشگاه‌خانه‌های بولونیا                                                                         | استان بولونیا                                | ۲۰۲۱ | ۱۶۵۰ iv                   | این سایت شامل دوازده بخش متشکل از مجموعه‌ای از رواق‌ها و مناطق ساخته‌شده اطراف آنها است که از سده ۱۲ تاکنون در شهرداری بولونیا قرار دارند. این رواق‌ها که ثبت شدند میان دیگر رواق‌های شهر شناخته‌شده‌تر هستند و حدود ۶۲ کیلومتر مساحت دارند. برخی از آن‌ها از چوب، برخی دیگر با سنگ، آجر یا بتن آرمه هستند و جاده‌ها، میدان‌ها، مسیرها و گذرگاه‌ها را در یک یا هر دو سوی خیابان می‌پوشانند. این سایت شامل ساختمان‌های رواق‌داری است که با دیگر ساختمان‌ها پیوستگی ساختاری تشکیل نمی‌دهند و بنابراین بخشی از یک راهرو یا گذرگاه سرپوشیده نیستند. رواق‌ها به‌عنوان گذرگاه‌های سرپوشیده و مکان‌های فعالیت‌های تجاری به کار گرفته می‌شدند. در سده ۲۰ میلادی، با به‌کارگیری بتن، طاق‌های سنتی با امکانات نو جایگزین شدند و زبان معماری جدیدی برای رواق‌ها پدیدار شد، همانگونه که در منطقه بارکا نمونه‌ای از آن دیده می‌شود. | [ ۶۴ ]        |
| ۵۹ |       | کارست تبخیری و غارها                                                                          | امیلیا-رومانیا                               | ۲۰۲۳ | ۱۶۹۲ (viii)               | رخنمون کارست تبخیری امیلیا رومانیا از دو سنگ‌شناسی مختلف انیدریت‌های تریاس (با مساحت کلی ۲۰ کیلومتر مربع) و گچ مسینی (۳۰ کیلومتر مربع) تشکیل شده‌اند. این مناطق میزبان اشکال سطحی به خوبی توسعه یافته و متنوع هستند و بیش از ۷۰۰ غار تاکنون کاوش و نقشه‌برداری شده است. | [ ۶۵ ]        |
| ۶۰ |       | جاده آپیا، رجینا ویاروم                                                                       | بریندیزی                                     | ۲۰۲۴ | ۱۷۰۸ (i)(iii)(iv)(v)(vi)  | آپیا اولین و مهم‌ترین جاده بزرگ ساخته شده توسط رومیان باستان است و به همین دلیل به آن "regina viarum" نیز می‌گویند و در اواخر سده چهارم قبل از میلاد، در سال ۳۱۲ پ‌م، برای اطمینان از ارتباط سریع و مستقیم بین رم و کاپوآ ساخته شد. به گفته مورخ رومی لیوی، این بنا توسط سانسور آپیوس کلودیوس کاکوس ساخته و به نام او نامگذاری شد. این پروژه یک مفهوم شگفت‌آور مدرن را نشان می‌دهد. | [ ۶۶ ] [ ۶۷ ] |

## براساس ناحیه
| #  | ناحیه               | میراث |
| -- | ------------------- | ----- |
| ۱  | لمباردی             | ۱۰    |
| ۲  | ونتو                | ۹     |
| ۳  | توسکانی             | ۸     |
| ۴  | سیسیل               | ۷     |
| ۵  | کامپانیا            | ۶     |
| ۶  | امیلیا-رومانیا      | ۶     |
| ۷  | فریولی ونتزیا جولیا | ۵     |
| ۷  | لاتزیو              | ۵     |
| ۷  | پیمونت              | ۵     |
| ۱۰ | پولیا               | ۵     |
| ۱۱ | باسیلیکاتا          | ۲     |
| ۱۱ | لیگوریا             | ۲     |
| ۱۱ | ترنتینو آلتو آدیجه  | ۲     |
| ۱۱ | اومبریا             | ۲     |
| ۱۵ | ابروتزو             | ۱     |
| ۱۵ | کالابریا            | ۱     |
| ۱۵ | مارکه               | ۱     |
| ۱۵ | ساردینیا            | ۱     |
| ۱۹ | مولیزه              | ۰     |
| ۱۹ | واله دائوستا        | ۰     |

- توجه: سایت‌های مجموعه‌ای که شامل یک یا چند میراث در بیش از یک منطقه است، برای هر کدام یک بار شمارش می‌شود.

## فهرست آزمایشی
علاوه بر سایت‌های موجود در فهرست میراث جهانی، کشورهای عضو می‌توانند فهرستی از سایت‌های آزمایشی را که ممکن است برای نامزدی در نظر بگیرند، در این فهرست قرار دهند. نامزدها در فهرست میراث جهانی تنها در صورتی پذیرفته می‌شوند که سایت قبلاً در فهرست آزمایشی قرار داشته باشد. ۳۱ سایت در فهرست آزمایشی ایتالیا قرار دارد.
| #  | نگاره                  | نام                                                  | موقعیت                                                                   | سال  | ش ثبت معیارها                   | شرح | م       |
| ۱  |                        | مجمع‌الجزایر مادالنا و تنگه بونیفاچیو                 | ساردینیا                                                                 | ۲۰۰۶ | ۲۰۲۸ (vii)(ix)(x)               | مجمع الجزایر مادالنا هفت جزیره اصلی - مادالنا، کاپررا و سانتو استفانو در جنوب شرقی و اسپارگی، بودلی، راتزولی و سانتا ماریا در ناحیه شمال غربی - و ۵۵ جزیره کوچک را در بر می‌گیرد. کل منطقه شامل پارک ملی مجمع الجزایر لا مدالنا است که مساحت آن ۵۱۰۰ هکتار است. | [ ۷۰ ]  |
| ۲  |                        | برادیسیسم در منطقه فلگریا                            | کامپانیا                                                                 | ۲۰۰۶ | ۲۰۳۰ (vii)(viii)(x)             | این سایت در منطقه گسترده پارک منطقه ای کامپی فلگری واقع شده است. منطقه جغرافیایی کامپی فلگری که در اثر فعالیت‌های آتشفشانی که به ۵۰۰۰۰ سال پیش بازمی‌گردد، ایجاد شده است. کل منطقه توسط پارک منطقه ای محافظت می‌شود. این منطقه حفاظت شده به وسعت ۷٫۳۵۰ هکتار در حومه ناپل است. | [ ۷۱ ]  |
| ۳  |                        | آبشار کاسکاتا دل مارمور و والنرینا                   | اومبریا و مارکه                                                          | ۲۰۰۶ | ۲۰۳۱ (i)(iv)(v)(vi)             | والنینا منطقه جنوب شرقی آمبریا را پوشش می‌دهد که توسط حوضه هیدروگرافی رودخانه نیرا محدود شده است. از ویژگی‌های بارز آن می‌توان به دره‌های شیب دار کوه‌های آپنین و دو دشت اشاره کرد که سکونتگاه‌های اصلی در آن‌ها توسعه یافته است. | [ ۷۲ ]  |
| ۴  |                        | کلیسای کاتولیکا دی استیلو و مجموعه‌های باسیلی-بیزانسی | کالابریا                                                                 | ۲۰۰۶ | ۱۱۵۰ (ii)(iii)(iv)              | مجموعه‌های باسیلی-بیزانسی در کالابریا گروهی از ساختمان‌های مذهبی را تشکیل می‌دهند که نه تنها به «بیزانس‌سازی» شبه جزیره ایتالیا، از طریق لشکرکشی‌های نظامی برای فتح مجدد که توسط قسطنطنیه انجام شد، بلکه به گسترش رهبانیت شرقی نیز شهادت می‌دهند. | [ ۷۳ ]  |
| ۵  |                        | ارگ آلساندریا                                        | پیمونت                                                                   | ۲۰۰۶ | ۵۰۱۳ (ii)(iii)(iv)              | این دژ در شمال غربی آلساندریا در پایین‌ترین نقطه منطقه پیمونت و ۹۰ متر بالای سطح دریا قرار دارد که توسط رود تامارو تقسیم شده است و توسط انسان‌شناس‌ها به عنوان «میان‌رودان» نام‌گذاری شده بود و همیشه قرار بود که یک سرزمین مرزی باشد. در دوران قرون وسطای انتهایی این مکان به عنوان یک دژ به ویژه میان سده‌های ۱۸ تا ۲۰ میلادی میان حکومت‌های جمهوری جنوا، پادشاهی ساوونی-ساردنی و دوک‌نشین میلان فعالیت می‌کرد. | [ ۷۴ ]  |
| ۶  |                        | باغ گیاه‌شناسی هانبری                                 | لیگوریا                                                                  | ۲۰۰۶ | ۳۳۶ (ii)(iv)                    | قدمت این ویلاها به دوره‌های مختلف از قرن شانزدهم تا اوایل قرن بیستم بازمی‌گردد و شغل دیرینه این منطقه را برجسته می‌کند که به دلیل آب و هوای معتدل همیشه برای سکونتگاه‌های تفریحی و تولیدات کشاورزی مناسب بوده است. با شروع از نیمه دوم قرن شانزدهم، جاده به حلقه اتصال در سیستم ویلاهایی تبدیل شد که امروزه هنوز ویژگی‌های اصلی خود را نشان می‌دهد. در سال ۱۸۶۷، توماس هانبری جوان، که در نزدیکی کوت دازور زندگی می‌کرد از زیبایی مکان و آب و هوای خاص آن شگفت زده شده بود، تصمیم گرفت آن را بخرد و زمین‌های کشاورزی را به مکانی برای آزمایش‌های گیاه‌شناسی و سازگاری با طبیعت تبدیل کند. | [ ۷۵ ]  |
| ۷  |                        | ارویه‌تو                                              | استان ترانی                                                              | ۲۰۰۶ | ۳۴۴ (i)(iv)(v)                  | ارویه‌تو بر روی یک زمین طبیعی در قله یک صخره توفا به ارتفاع ۱۵۰ متر که بسیار شبیه به یک جزیره از دشت‌های اطراف بیرون می‌آید، قرار دارد. ویژگی متمایز شهر ناشی از رابطه خاص بین این صخره محض و بافت شهر است که تحت سلطه کلیسای جامع باشکوه آن است. ارویه‌تو منشأ اتروسکی دارد و آثار باستانی آن به قرن ۹ قبل از میلاد بازمی‌گردد. با این حال، گورستان و سایر یافته‌ها نشان می‌دهند که سکونتگاه اتروسک‌ها تنها بین قرن‌های ۶ و ۴ قبل از میلاد به اوج توسعه خود رسید. | [ ۷۶ ]  |
| ۸  |                        | ویلاهای اشرافی پاپال                                 | رم و ویتربو                                                              | ۲۰۰۶ | ۳۵۱ (i)(ii)(iii)(iv)            | حومه شهر لاتزیو دارای تعداد زیادی خانه‌های باشکوه یا ویلا است که از نیمه دوم قرن شانزدهم به بعد برای روحانیون و اشراف مرتبط با دربار پاپ در رم ساخته شده است. این ویلاهای حومه شهر عمدتاً در دو منطقه توسعه یافتند: در منطقه شمالی منطقه، در اطراف ویتربو و در منطقه جنوب شرقی، در تپه‌های توسکولانی، منطقه ای که قبلاً توسط رومیان باستان - یعنی توسط لوکولوس و سیسرو - مورد استقبال قرار گرفته بود. | [ ۷۷ ]  |
| ۹  |                        | جزیره آسینارا                                        | ساردینیا                                                                 | ۲۰۰۶ | ۵۰۰۲ (vii)(ix)(x)               | این جزیره در شمال غربی ساردینیا واقع شده است، پارک ملی آسینارا را شامل می‌شود که در میان پونتا اسکولوندری، پونتا دلو اسکورنو، پونتا سالیپی و پونتا سابینا قرار دارد. وسعت جزیره ۵۱٫۹ کیلومتر مربع و دارای ساحلی به طول ۱۱۰ کیلومتر است. | [ ۷۸ ]  |
| ۱۰ |                        | غار دیر                                              | پولیا                                                                    | ۲۰۰۶ | ۵۰۱۱ (i)(ii)(iii)               | شبه جزیره سالنتو یک منطقه دشت یکنواخت در نوک جنوب شرقی آپولیا است و از سنگ آهک تشکیل شده است و دقیقاً به دلیل ویژگی‌های زمین‌شناسی خود، پدیده‌های کارستی را نشان می‌دهد که باعث پیدایش چندین غار طبیعی شده است. که برخی از آنها در حال حاضر در امتداد خط ساحلی قرار دارند. | [ ۷۹ ]  |
| ۱۱ |                        | دریاچه ماجیوره و دریاچه اورتا                        | لمباردی وپیمونت                                                          | ۲۰۰۶ | ۳۲۵ (ii)(vi)                    | سایت پیشنهادی در پیمونت، در استان‌های نوارا، وربانیا و پالانزا در ضلع شرقی ناحیه دریاچه پر-آلپین واقع شده است. آب و هوای معتدل مدیترانه ای برای گونه‌های گیاه‌شناسی معمولی در مناطق شبه جزیره، از جمله درختان زیتون و طیف وسیعی از گیاهان گلدار مطلوب است. | [ ۸۰ ]  |
| ۱۲ |                        | موتیا و مارسالا                                      | سیسیل                                                                    | ۲۰۰۶ | ۲۰۲۹ (iii)(iv)(vi)              | موتیا در پایان قرن هفتم قبل از میلاد تأسیس شد. در جزیره سن پانتالئو، واقع در مرکز یک تالاب بزرگ، که امروزه به عنوان "استگنونه" یا برکه بزرگ شناخته می‌شود. موتیا به لطف موقعیت مکانی که به ویژه برای تجارت دریایی مناسب بود به یکی از پررونق‌ترین مستعمرات فنیقی غربی تبدیل شد. آثار برجسته آن به نیمه دوم قرن ششم قبل از میلاد برمی‌گردد، یعنی استحکامات، جاده‌ای زیر آب که جزیره را به سرزمین اصلی، نزدیک بیرگی، کوتون و پناهگاه‌های اصلی مرتبط می‌کرد. منطقه صنعتی شهر باستانی دارای چندین کوره امگا شکل است که از هر نظر شبیه به کوره‌های قدیمی‌تر سفالگری مورد استفاده در فنیقیه است. | [ ۸۱ ]  |
| ۱۳ |                        | ترانسومانزا، مسیر رویال شپرد                         | آبروزو، مولیز، کامپانیا و پولیا                                          | ۲۰۰۶ | ۵۰۰۵ (ii)(iii)(x)               | شبکه مسیرهای چوپانان مناطق وسیعی را در بخش جنوبی ایتالیا از طریق منطقه آبروزو، مولیز، کامپانیا و پولیا به هم متصل می‌کند. آنها از سمت داخلی آپنین عبور می‌کنند که توسط زمینی بسیار متنوع، بین کوه‌ها و دشت‌ها تشکیل شده است. | [ ۸۲ ]  |
| ۱۴ |                        | پناهگاه سیتاس دریای لیگوریا                          | ساردینیا، لیگوریا و توسکانی                                              | ۲۰۰۶ | ۲۰۳۲ (vii)(ix)(x)               | این پناهگاه شامل مناطق دریایی هم در آبهای داخلی و هم در آبهای فرانسه و موناکو است. همچنین شامل دریاهای آزاد مجاور نیز می‌شود. مناطق ایتالیایی درگیر عبارتند از: لیگوریا، ساردینیا و توسکانی. بخش حوضه بین لیگوریا و پروونس از زمان‌های قدیم به عنوان خانه بسیاری از گونه‌های نهنگ و سایر جانوران دریایی شناخته شده است. این منطقه حفاظت شده حدود ۱۰۰۰۰۰ کیلومتر مربع از آب‌های بین‌المللی بین تولون (فرانسه)، کاپو فالکون (غرب ساردینیا) و فوسو کیارور (توسکانی) را تشکیل می‌دهد. امروزه امکان پیمایش در این منطقه برای مطالعه گونه‌های حفاظت شده دریایی وجود دارد. | [ ۸۳ ]  |
| ۱۵ |                        | ولترا                                                | استان پیزا                                                               | ۲۰۰۶ | ۵۰۰۶ (iv)(v)                    | اولین بخش مسکونی ولترا باستانی بر روی زمین‌های خشن در ارتفاع ۵۵۲ متری از سطح دریا، بر فراز دره‌های رودخانه‌های ارا و سیسینا قرار گرفته است. منطقه ای که مربوط به آکروپلیس است، در مرحله بسیار پیشرفته عصر آهن در نواحی مختلف دشت در حال توسعه بودند و احتمالاً گورستان‌های ویلانوایی معاصر ریپای و گوروچیا را تشکیل می‌دهند. | [ ۸۴ ]  |
| ۱۶ |                        | آنینه و ویلا گریگوریانا                              | اومبریا و لاتزیو                                                         | ۲۰۰۶ | ۵۰۰۸ (i)(ii)(iii)(iv)           | قلمرو تیبورتینو با غنای آب‌ها و ترکیب ژئومورفولوژیکی خاص دره‌ای که رودخانه آنین از آن عبور می‌کند، مشخص می‌شود. در غارهای نزدیک پونته لوکانو، در امتداد خاکریزهای تراورتن در ساحل راست رودخانه، ابزارهای سنگ چخماق، قطعات استخوان آهو و اشیاء متعدد تزئین شده با اشکال هندسی و حیوانات ساخته شده از سنگریزه رودخانه پیدا شد. | [ ۸۵ ]  |
| ۱۷ |                        | سالنتو و بارکو لچه                                   | پولیا                                                                    | ۲۰۰۶ | ۱۱۴۹ (i)(iii)(iv)               | شبه جزیره سالنتو در جنوب شرقی پولیا، بین دریای آدریاتیک و دریای ایونی، از آخرین تپه‌های مورگیا، کاپو سانتا ماریا دی لوکا، و پناهگاه معروف آن که به نام Finibus Terrae است که احتمالاً بر فراز ویرانه‌های یک معبد باستانی که به مینروا اختصاص داده شده است. شبه‌جزیره سالنتو عمدتاً آهکی است، با چشم‌اندازی معمولی کارستی و دارای انبوهی از دهانه‌های زیرزمینی و غارها است. در طول قرن‌ها، این منظره به نوبه خود توسط یونانی‌ها، رومی‌ها، بیزانسی‌ها، نورمن‌ها و آراگونی‌ها شکل گرفت زیرا این سرزمین مرزی اهمیت استراتژیک و تجاری فزاینده‌ای پیدا کرده بود. | [ ۸۶ ]  |
| ۱۸ | Iglesias, mining waste | سولچیس و ایگلسینته                                   | ساردینیا                                                                 | ۲۰۰۶ | ۵۰۰۳ (ix)(x)                    | در ایگلسینته، مهم‌ترین ترکیب معدنی ایتالیایی وجود دارد که شامل دشت کامپیدانو و ساحل دریا، از کاپو پکورا در شمال تا خلیج گونسا در جنوب غربی است. از نظر زمین‌شناسی، منطقه دارای اهمیت بسیار بالایی است، زیرا به غیر از گرانیت‌ها و دیوریت‌های کربنیفر، می‌توان سنگ‌های آهکی و دولومیت‌های فلزی را نیز در جایی که رگه‌های اصلی سرب و روی جزیره وجود دارد، پیدا کرد که قبلاً توسط تمدن نوراگیچی، رومی و پونیکی مورد بهره‌برداری قرار گرفته است. | [ ۸۷ ]  |
| ۱۹ |                        | فلات مورج                                            | استان باری                                                               | ۲۰۰۶ | ۵۰۰۹ (iii)(vii)(viii)           | قلمرو آپولیا به پنج منطقه فرعی تقسیم می‌شود. سه مورد از آنها - گارگانو، مورج و سالنتو - از یک توالی سنگ آهکی تشکیل شده‌اند که در طول عصر مزوزوئیک، بین ۲۰۰ تا ۱۰۰ میلیون سال پیش، در دریای کم‌عمق نهشته شده‌اند. به‌طور خاص، مورج یک منطقه وسیع از زمین‌ها به پهنای ۵۰ کیلومتر عرض و ۱۵۰ کیلومتر طول، به شکل مستطیل، با جهت شمال غرب به جنوب شرقی است. آنها بیشتر بخشی از استان باری هستند، در حالی که بخش کوچکی از آنها در استان‌های بریندیزی و تارانتو واقع شده است. کل منطقه با پدیده‌های کارستی مرتبط با انحلال سنگ کربنات کلسیم در اثر بارندگی مشخص شده است که باعث ایجاد غارها، چاله‌ها و دولین شده است - برخی از آنها بسیار بزرگ و عمیق هستند. علاوه بر این ویژگی‌های چشم‌انداز، منطقه آلتامورا شامل مواردی است که با توجه به دو مکان برجسته فرهنگی و باستان‌شناسی نشان داده شده است: معدن د لوسیا، با هزاران ردپای دایناسور که قدمت آنها به حدود ۷۰ میلیون سال پیش بازمی‌گردد، و غار لامالونگا، جایی که اسکلت کامل یک مرد از اواخر دوره پلیستوسن دیده می‌شود. هر دوی آنها گواهی منحصر به فردی از تاریخ زمین و تکامل گونه ما دارند. | [ ۸۸ ]  |
| ۲۰ |                        | معدن مرمر کارارا                                     | توسکانی                                                                  | ۲۰۰۶ | ۵۰۰۴ (ii)(vi)(vii)(viii)(ix)(x) | منطقه حفاظت شده آلپی آپوانه که به دلیل ریخت‌شناسی آنها «آلپ» تعریف می‌شود، یک سیستم کوهستانی است که از شمال غربی توسکانی در سطحی به وسعت ۴۰۰ کیلومتر مربع گسترش می‌یابد. کوه‌ها به موازات ساحل تیرنیا امتداد دارند. توسکانی برای حفاظت و ارزش بخشیدن به این منطقه، پارکی را در سال ۱۹۸۵ برپا کرد. کوه توسط معادن سنگ مرمر شکافته شده است و یک پارک طبیعی معدنی با زیبایی بالا ایجاد می‌کند. | [ ۸۹ ]  |
| ۲۱ |                        | منطقه مرزی مون بلان                                  | واله دائوستا                                                             | ۲۰۰۸ | ۵۲۶۵ (vii)(viii)(ix)(x)         | مون بلان که قله آن (۴۸۱۰ متر) مرتفع‌ترین قله اروپا است، یک محیط طبیعی منحصر به فرد و استثنایی است. | [ ۹۰ ]  |
| ۲۲ |                        | چشم‌انداز فرهنگی سکونتگاه‌های بندیکتین                 | چندین منطقه                                                              | ۲۰۱۶ | ۶۱۰۷ (ii)(v)(vi)                | سایت پیشنهادی شامل هشت سکونتگاه بندیکتین قرون وسطایی است که در سرتاسر ایتالیا انتخاب شده‌اند، که به‌طور کلی یک پدیده فرهنگی متولد شده در شبه جزیره ایتالیا و گسترش یافته در اروپای قرون وسطی است. این نامزدی بر تجربه رهبانی قرون وسطایی در اروپا و نقش تعیین‌کننده بندیکت نورچیا و حکومت او تمرکز دارد که بر شکل‌گیری فکری و سیاسی اروپا، توسعه میراث فرهنگی، چشم‌انداز و سنت هنری این قاره تأثیر گذاشت. این صومعه‌ها تأثیر مؤثری بر چشم‌انداز و جمعیت روستایی در سراسر قرون وسطی گذاشت و شکل‌هایی از تمدن و شرایط زندگی را برانگیخت. | [ ۹۱ ]  |
| ۲۳ |                        | چشم‌انداز فرهنگی سیویتا دی باگنورجیو                  | لاتزیو                                                                   | ۲۰۱۷ | ۶۱۸۲ (iii)(v)                   | مکان‌هایی وجود دارد که در آن اثر متقابل بین عوامل درون زا و عوامل مورفوژنتیک، مناظر مسحورکننده ای را ایجاد می‌کند، که در شرایط حساسی بین یک منبع محیطی یا یک خطر طبیعی معلق هستند. هنگامی که چنین مکان‌هایی نیز با حضور انسان مستقر شوند، تعامل نهایی کاملاً منحصر به فرد است. در ایتالیای مرکزی، رویدادهای ژئودینامیکی و آتشفشانی گذشته همراه با مدل‌سازی فرآیندهای برون‌زای جدیدتر، شکل‌های زمینی گسترده‌ای مانند فلات‌ها و مزاها را ایجاد کرده‌اند که در کل منطقه مشخص است و به مدت کوتاهی به مکان‌های برای سکونتگاه‌های انسانی و در مواقعی برای شهرهای تاریخی امن و قابل دفاع تبدیل شدند. مناظر حاصل، که در آن تغییرات انسانی در تضاد و همپوشانی با شکل‌های طبیعی است، ارزش یک منظر فرهنگی را به دست می‌آورد. | [ ۹۲ ]  |
| ۲۴ |                        | آلپ لیگوریا و آلپ دریایی                             | لیگوریا و پیمونت                                                         | ۲۰۱۷ | ۶۱۸۱ (viii)                     | سایت مساحتی معادل ۲۱۱٬۵۷۷ هکتار را پوشش می‌دهد. این یک سایت مجموعه‌ای فرامرزی است که بر ارزش‌های زمین‌شناسی متمرکز شده است و از هر دو محیط خشکی و دریایی متعلق به ۳ کشور: موناکو، ایتالیا و فرانسه تشکیل شده است. این سایت فرامرزی در جنوب زنجیره آلپ، بین بخش‌های آلپ-دریانوردی و آلپ-دو-هوت-پروانس در جنوب شرقی فرانسه و مناطق پیمونت و لیگوریا در شمال غربی واقع شده است. | [ ۹۳ ]  |
| ۲۵ |                        | جاده فرانسیگنا                                       | واله دائوستا، پیمونت، لمباردی، امیلیا-رومانیا، لیگوریا، توسکانی و لاتزیو | ۲۰۱۹ | ۶۳۸۲ (ii)(iv)(vi)               | جاده فرانسیگنا در ایتالیا اولین و مهم‌ترین جاده ای است که در قرون وسطی، کشورهای فراتر از آلپ غربی (سرزمین فرانک‌ها) را به رم متصل می‌کرد. این جاده که قدمت آن به دوران لونگبرد برمی‌گردد، از یک مسیر واحد ساخته نشده است، یعنی از شبکه‌ای از جاده‌ها که در تقاطع‌ها به هم می‌رسند. عامل وحدت بخش این شبکه پیچیده مسیرها - که در طول زمان در نتیجه تغییر شرایط سیاسی، جغرافیایی، اقتصادی و محیطی مناطق عبوری تغییر کرده است - این است که به‌طور مداوم مسیر ترجیحی برای زیارت رم بوده است. فرانسیگنا به عنوان یک مسیر طولانی بین پایتخت مسیحیت و ربع شمال غربی اروپا - در کارکردهای مختلف خود در طول قرن‌ها به عنوان یک مسیر نظامی و تجاری و همچنین یک مسیر زیارتی - ارزش‌ها و سنت‌های مختلف را متحد کرده است و وسیله بسیار مهمی برای انتقال پیام‌های فرهنگی از یک قسمت اروپا به قسمت دیگر بوده است. | [ ۹۴ ]  |
| ۲۶ |                        | هنر و معماری پیشاتاریخ دوموس دی یاناس                | ساردینیا                                                                 | ۲۰۲۱ | ۶۵۲۳ (ii)(iii)(vi)              | داده‌های باستان‌شناسی تنها منبع اطلاعاتی برای بازسازی عادات انسان در پیشاتاریخ است. در ساردینیا، ماقبل تاریخ مصادف با عصر پیش از نوراژیک است که شامل یک دوره زمانی بزرگ تا آغاز تمدن نوراگیک است. محققان این دوره زمانی طولانی را به مراحل زمانی تقسیم می‌کنند که هر یک به مراحل فرعی تقسیم می‌شوند که با جنبه‌های فرهنگی بیشتر مشخص می‌شود. این سایت دوره نوسنگی سرامیک، از عصر مس، تا اوایل عصر برنز، آخرین مرحله پیش از نوراژیک را در نظر می‌گیرد که توسعه تمدن نوراژیک را پیش‌بینی می‌کند و این امکان را داده است که سیستم فرهنگی ساردنیای ماقبل تاریخ را در این دوره قابل بازسازی باشد. | [ ۹۵ ]  |
| ۲۷ |                        | تنوع زیستی دریایی ائوسن دره آلپون                    | استان ورونا و استان ویچنزا                                               | ۲۰۲۱ | ۶۵۳۹ (viii)                     | به‌طور کلی، ذخایر فسیلی دره آلپون یک سایت طبیعی با اهمیت جهانی را تشکیل می‌دهد. سایت شامل ۳۹ ذخیره فسیلی است که در استان ورونا، در شمال شرقی ایتالیا واقع شده است. دره آلپونه که نام خود را از آبراهه‌ای که از آن پایین می‌آید، گرفته است، مساحتی در حدود ۱۶۷۰۰ هکتار با ارتفاعات ۳۰ تا ۹۲۵ متر از سطح دریا را پوشش می‌دهد. قلمرو آن با رخنمون‌های گسترده سنگ‌های آتشفشانی با مورفولوژی ملایم و موج‌دار مشخص می‌شود. سنگ‌های آتشفشانی حاوی تعدادی اولیستولیت در اندازه‌های مختلف سنگ‌های رسوبی دریایی است که شامل ذخایر فسیلی فراوان و قابل توجهی است که عمدتاً به ائوسن (بین ۵۶ تا ۳۴ میلیون سال پیش) بازمی‌گردد، دوره‌ای که با اهمیت زیست‌شناسی، اقلیمی، محیطی مشخص و تغییرات ژئودینامیکی می‌شود. | [ ۹۶ ]  |
| ۲۸ |                        | تئاترهای تاریخی منطقه مارکه                          | مارکه                                                                    | ۲۰۲۱ | ۶۵۵۶ (iii)(iv)(vi)              | تئاترهای تاریخی مارکه به دلیل تعداد و پراکندگی آنها در رابطه با بافت سرزمینی محدود، و قوانین معماری آنها کاملاً با مراکز تاریخی که اغلب نقش اصلی را در بر می‌گیرند، یک سیستم کامل را نشان می‌دهند. تئاترهای تاریخی نتیجه یک سنت فرهنگی است که در طول قرن‌ها به دست آمده است. آنها هنوز ویژگی‌های اساسی سازنده، تزئینی و کاربری را حفظ کرده‌اند. تئاترها گواهی قابل توجهی از یک بافت تاریخی و اجتماعی دقیق، از جمله ارزش‌های جهانی دارند. آنها شاهد یک فرهنگ استثنایی هنری و موسیقایی و بیانی خودنماینده یک جامعه هستند. | [ ۹۷ ]  |
| ۲۹ |                        | بناهای نوراژیک ساردینیا                              | استان کالیاری                                                            | ۲۰۲۱ | ۶۵۵۷ (iii)(iv)(v)               | میراث فرهنگی نوراژیک در عصر برنز و اوایل عصر آهن بیانگر یک تداوم تاریخی است که در آن جمعیت‌های محلی بناهایی در منطقه دریای مدیترانه غربی و مرکزی، از جمله یونان بنا می‌کنند که از نظر اندازه، تراکم و تعداد، از بناهای پیش‌کلاسیک و فوق‌کلاسیک باقی‌مانده از هر بنای دیگر پیشی می‌گیرند. | [ ۹۸ ]  |
| ۳۰ |                        | سیستم خانه‌باغ‌ها در چیانتی کلاسیکو                    | توسکانی، سینا و فلورانس                                                  | ۲۰۲۳ | ۶۶۵۴ (iii)(iv)(v)               | چشم‌انداز فرهنگی بین استان‌های فلورانس و سینا در قرن شانزدهم، پس از اینکه سینا تحت تأثیر مدیچی‌ها قرار گرفت، توسعه یافت. سازمان زمین بر اساس سیستم ویلا-فتوریا (خانه-باغ) بود که شاهد تمرکز مدیریت و نوسازی تولیدات کشاورزی بود. زمین تپه‌ای به ویژه برای تولید شراب چیانتی مناسب است. | [ ۹۹ ]  |
| ۳۱ |                        | شواهد فرهنگ ایتالیایی-یونانی بین قرون وسطی و متأخر   | کالابریا                                                                 | ۲۰۲۳ | ۶۶۹۷ (ii)(iii)(vi)              | این گزینه، متشکل از ۵ مؤلفه - یک شهر و ۴ ساختمان تاریخی - است که مجموعه ای از مهم‌ترین شواهد فرهنگ یونانی- بیزانسی در غرب مدیترانه را تشکیل می‌دهد. این نشان دهنده یک پدیده فوق‌العاده از تبادل فرهنگی در طول یک مرحله مهم در تاریخ اروپا است و در واقع به بهترین وجه به نمایش فرهنگ یونانی- بیزانسی در کالابریا، جنوبی‌ترین منطقه ایتالیا، می‌پردازد و به ویژه بین قرن‌های ۸ و ۱۱ میلادی توسعه یافته. آن چنان نفوذ عمیق و پایداری داشته که در برابر سلطه‌های بعدی مقاومت کرد و تداوم تمدن یونانی-ارتدوکس را در ایتالیا و اروپا تضمین کرد. این شهر ابتدا به عنوان مرکزی برای انتشار فرهنگ امپراتوری بیزانس به مرکزیت قسطنطنیه و بعداً به عنوان نگهبان یک میراث فرهنگی، همچنین به عنوان ایتالیایی-یونانی شناخته می‌شود، که امروزه در جلوه‌های مختلف مادی و غیر مادی وجود دارد. | [ ۱۰۰ ] |
| ۳۲ |                        | کارگاه‌های کاغذسازی در اروپا                          | مشترک با چک، آلمان، اسپانیا و لهستان                                     | ۲۰۲۴ | ۶۷۶۶ (ii)(iii)(iv)              | گروهی منتخب از شش کارخانه کاغذ در پنج کشور است که نشان دهنده نقش پیشرو اروپا در صنعت کاغذ دست‌ساز از قرن شانزدهم به بعد است. در این میان، کارگاه پشیا در ایتالیا نیز حضور دارد. | [ ۱۰۱ ] |

## میراث مشترک
1. ↑  به‌طور مشترک با   واتیکان
2. ↑  به‌طور مشترک با  سوئیس
3. ↑  به‌طور مشترک با  سوئیس
4. ↑  به‌طور مشترک با  اتریش فرانسه آلمان اسلوونی سوئیس
5. ↑  به‌طور مشترک با  آلبانی اتریش بلژیک بوسنی و هرزگوین بلغارستان کرواسی جمهوری چک فرانسه آلمان مقدونیه شمالی لهستان رومانی اسلواکی اسلوونی اسپانیا سوئیس اوکراین
6. ↑  به‌طور مشترک با  کرواسی مونته‌نگرو
7. ↑  به‌طور مشترک با  اتریش بلژیک جمهوری چک فرانسه آلمان بریتانیا
8. ↑  به‌طور مشترک با  فرانسه موناکو
9. ↑  به‌طور مشترک با  فرانسه سوئیس
10. ↑  به‌طور مشترک با  فرانسه موناکو

## یادداشت
1. ↑  در سال ۱۹۹۰ گسترش یافت و از مرکز تاریخی رم به نام کنونی تغییر یافت.
2. ↑  سال ۲۰۰۷ تغییرات جزئی در مرزها صورت گرفت.
3. ↑  در سال ۱۹۹۶ گسترش یافت و شامل سایت‌های خارج از ویچنزا نیر شد و از ویچنزا، شهر پالادیو به نام کنونی تغییر یافت.
4. ↑  در سال ۱۹۹۹ گسترش یافت و شامل دلتای پو نیز شد و از فرارا، شهر رنسانس به نام کنونی تغییر یافت.
5. ↑  سال ۲۰۱۰ تغییرات جزئی در مرزها صورت گرفت.
6. ↑  در سال ۲۰۱۰ گسترش یافت تا بخش ایتالیایی سایت را نیز شامل شود.